# Alejandro Valverde
Alejandro Valverde Belmonte (Las Lumbreras de Monteagudo, 25 aprile 1980) è un ex ciclista su strada spagnolo.
Professionista dal 2002 al 2022, Valverde, soprannominato Bala, El Imbatido, Balaverde o Don Alejandro, è stato uno scalatore esplosivo e scattista, molto veloce allo sprint e in grado di difendersi egregiamente anche a cronometro. Considerato uno dei migliori ciclisti della sua generazione, grazie alla sua grande regolarità e versatilità dimostrata nelle corse di un giorno e nelle gare a tappe, nel ciclismo moderno ha rappresentato uno dei pochi interpreti in grado di competere ad alti livelli sia nelle classiche che nei grandi Giri.
In carriera ha vinto cinque edizioni (record) della Freccia Vallone (nel 2006, 2014, 2015, 2016 e 2017) e quattro della Liegi-Bastogne-Liegi (nel 2006, 2008, 2015 e 2017), oltre a una tappa al Giro d'Italia, quattro al Tour de France e tredici alla Vuelta a España, giungendo sul podio di tutti e tre i grandi Giri, con la sola vittoria della Vuelta a España 2009. È il ciclista che è salito più volte (7) sul podio sia alla Vuelta a España, con una vittoria (nel 2009), tre secondi (nel 2006, 2012 e 2019) e tre terzi posti (nel 2003, 2013 e 2014), sia nella prova in linea dei campionati del mondo, con una vittoria (nel 2018), due secondi (nel 2003 e 2005) e quattro terzi posti (nel 2006, 2012, 2013 e 2014). Si è anche aggiudicato per ben quattro volte la classifica finale dell'UCI ProTour/UCI World Tour (nel 2006, 2008, 2014 e 2015).

## Biografia
Nato a Las Lumbreras de Monteagudo, Murcia, da Juan Valverde e Maria Belmonte, Alejandro è il più giovane di tre fratelli: Juan Francisco e José Antonio. Valverde si avvicina al ciclismo all'età di sei anni quando il padre Juan, ciclista amatoriale, gli regala la prima bicicletta. Seguito dal fratello maggiore Juan Francisco — anch'egli ciclista amatoriale —, alla sua prima corsa su strada a Jumilla, con il club Puente Tocinos, chiude al secondo posto e una settimana più tardi vince la sua prima gara a Yecla. Tra gli 11 e i 14 anni, Alejandro si sarebbe aggiudicato circa cinquanta corse consecutive, guadagnandosi l'appellativo di El Imbatido (L'Imbattibile) e in seguito di Balaverde, gioco di parole con il suo cognome a sottolinearne lo spunto veloce.
È stato sposato con Ángela González, dalla cui relazione ha avuto i primogeniti Iván e Alejandro, mentre con l'attuale moglie Natalia Mateo ha tre figli: Pablo, Natalia e Alessandra.

## Carriera

### 2002-2003: gli inizi, il podio alla Vuelta e l'argento mondiale

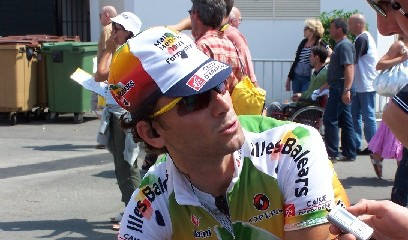
Alejandro Valverde al Tour de France 2005

Dopo aver corso nel 1999 con la Banesto, squadra amatoriale nella Navarra, destando subito ottime impressioni, e i successivi due anni con la Kelme-Costa Blanca, con la quale conquista nel 2001 la medaglia di bronzo ai Giochi del Mediterraneo di Tunisi, passa professionista nel 2002 proprio con la Kelme, importante team spagnolo diretto dal conterraneo Vicente Belda. Pochi mesi dopo prende parte al suo primo grande Giro: è infatti al via della Vuelta a España, dalla quale si ritira alla quindicesima tappa dopo aver ottenuto come miglior risultato un quarto posto nella nona frazione. Nel 2003, sempre con la Kelme, ottiene le sue prime vittorie, tra cui una tappa al Giro dei Paesi Baschi e due alla Vuelta a España, che conclude sul terzo gradino del podio a 2'25" dal connazionale Roberto Heras. Sempre nello stesso anno si classifica secondo nella prova in linea del campionato del mondo tenutosi in Canada, a Hamilton, a 5" dal compagno di nazionale Igor Astarloa.

### 2004-2005: l'esplosione dell'Imbatidoe il secondo argento iridato
Nel 2004 decide di restare alla Kelme, nonostante numerose offerte provenienti da altre squadre. Ottiene ben quindici vittorie totali, tra cui le classifiche finali della Volta a la Comunitat Valenciana (con anche due successi di tappa), Vuelta a Murcia e Vuelta a Burgos, con tre affermazioni parziali. In agosto prende parte ai Giochi olimpici di Atene, concludendo la prova in linea lontano dai migliori, mentre nel mese di settembre è alla Vuelta a España che chiude al quarto posto finale a 3'33" da Heras, ottenendo anche una vittoria di tappa a Soria. Chiude poi al sesto posto la prova in linea dei campionati mondiali di Verona, nel gruppo del vincitore, e nell'occasione compagno di squadra, Óscar Freire.

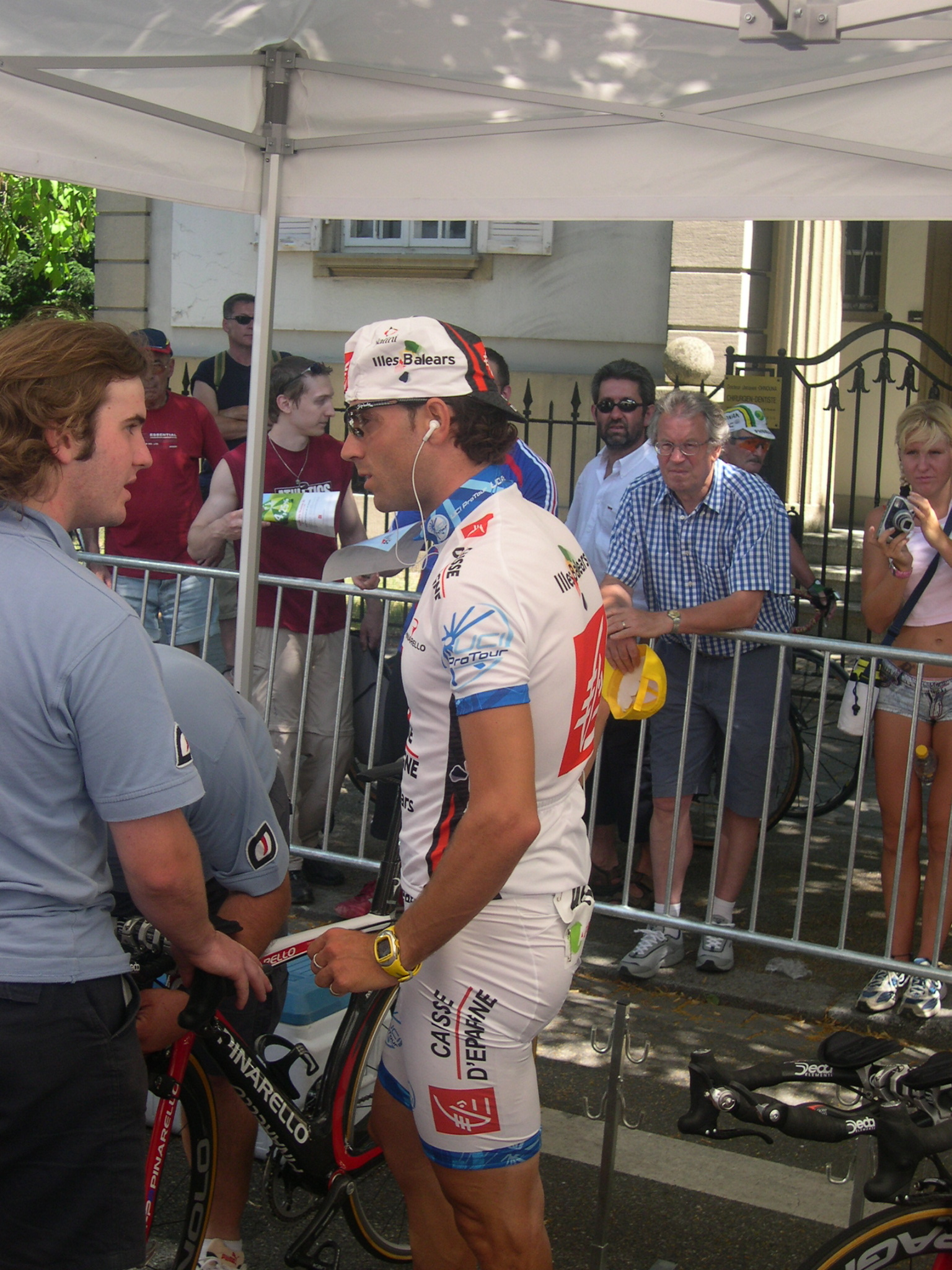
Valverde prima del prologo inaugurale del Tour de France 2006

Per il 2005, Valverde si trasferisce alla Illes Balears-Caisse d'Épargne. Si aggiudica in marzo l'ultima tappa della Parigi-Nizza, che chiude secondo in classifica alle spalle dello statunitense Bobby Julich; in aprile è invece protagonista al Giro dei Paesi Baschi, con i due successi di Vitoria-Gasteiz e Alsasua. Alla prima apparizione assoluta al Tour de France conquista la decima frazione con arrivo a Courchevel, precedendo il poi vincitore finale americano Lance Armstrong; in seguito, tuttavia, è costretto ad abbandonare la Grande Boucle, a causa di una caduta nella tredicesima tappa. Riesce a recuperare in vista della prova in linea del campionato del mondo di Madrid, che chiude in seconda piazza, battuto allo sprint dal belga Tom Boonen.

### 2006: la doppietta Freccia-Liegi
Nel 2006 con la rinominata Caisse d'Épargne inizia la stagione all'insegna del successo con due affermazioni: una alla Vuelta a Murcia e una al Giro dei Paesi Baschi. In primavera ottiene importanti risultati nelle classiche delle Ardenne, aggiudicandosi la Freccia Vallone e la prestigiosa Liegi-Bastogne-Liegi, regolando in volata gli italiani Paolo Bettini e Damiano Cunego grazie anche alla strategia della sua squadra, dimostrando di essere competitivo nelle gare di un giorno. Poche settimane dopo trionfa in una tappa del Giro di Romandia, che chiude al terzo posto finale.
Dopo un'ottima prima parte di stagione a luglio partecipa al Tour de France, in una corsa priva dei principali favoriti, come il tedesco Jan Ullrich e il varesino Ivan Basso, sospesi in quanto collegati all'Operación Puerto. A causa di un brutto infortunio patito durante la terza tappa, tuttavia, è costretto a ritirarsi. Nel mese di settembre prende parte alla Vuelta a España vincendo la tappa con arrivo in salita all'Alto de El Morredero e indossando la maglia oro per otto giorni prima di essere scavalcato, al termine della diciassettesima tappa, dal poi vincitore finale Aleksandr Vinokurov. Valverde chiude comunque al secondo posto in classifica generale, a 1'12" dal kazako.
Negli ultimi giorni di settembre partecipa ai Mondiali di Salisburgo dove conquista la medaglia di bronzo nella prova in linea, battuto da Bettini e dal tedesco Erik Zabel: raggiunge così il podio per la terza volta in quattro partecipazioni. A fine stagione vince la classifica UCI ProTour stilata in base ai piazzamenti degli atleti nelle più importanti gare dell'anno.

### 2007: le vittorie in Spagna
Nella stagione 2007, dopo alcune vittorie in corse spagnole (tra cui spiccano le classifiche generali della Volta a la Comunitat Valenciana e della Vuelta a Murcia) prende parte alle classiche delle Ardenne, ottenendo un sesto posto all'Amstel Gold Race e due secondi posti a Freccia Vallone e Liegi-Bastogne-Liegi. Si aggiudica poi la cronometro della Clásica de Alcobendas e successivamente prende parte al Giro del Delfinato, ritirandosi dopo quattro tappe.
In seguito si prepara per essere competitivo al Tour de France dove, dopo una prima settimana in cui si mette in luce in particolar modo sulle tappe alpine, crolla sui Pirenei giungendo a Parigi al sesto posto in classifica generale, con un ritardo di 11'37" dal connazionale Alberto Contador. In agosto si aggiudica una tappa alla Vuelta a Burgos, che conclude al secondo posto dietro il colombiano Mauricio Soler. Non partecipa, invece, alla Vuelta a España, terminando in tal modo la stagione.

### 2008: la seconda Liegi e i successi al Tour

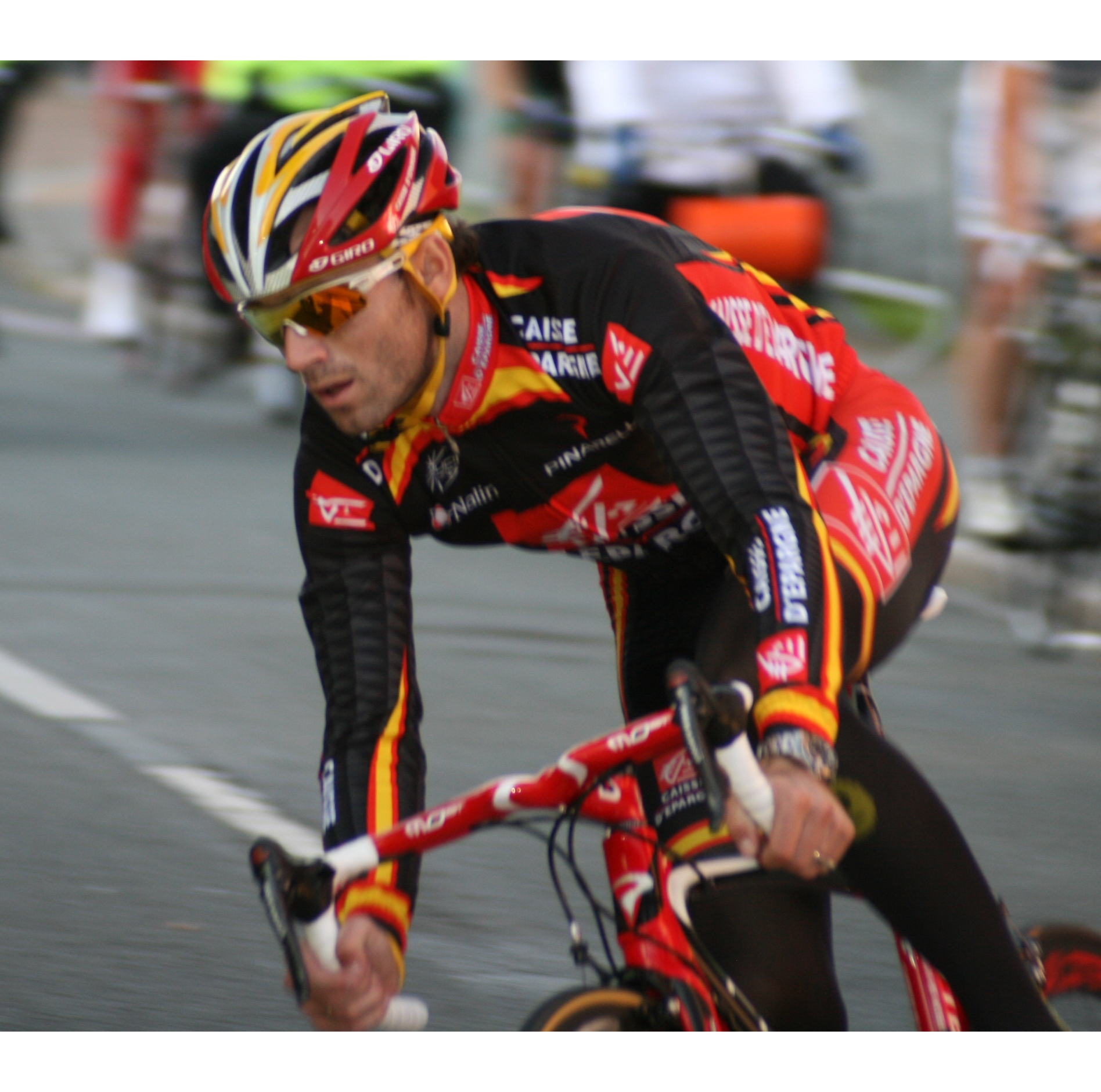
Valverde nell'ottobre 2008

Nel 2008 si impone, nella prima parte di stagione, nella classifica finale della Vuelta a Murcia, nella Parigi-Camembert e nella Liegi-Bastogne-Liegi, bissando il successo del 2006. A giugno vince la tappa di Privas e la cronometro di Saint-Paul-en-Jarez del Giro del Delfinato, facendo sua anche la classifica finale. Poco tempo dopo si impone anche nel campionato nazionale su strada, precedendo il compatriota Óscar Sevilla in volata. A luglio corre il Tour de France, durante il quale vince la tappa di apertura da Brest a Plumelec in una volata il leggera salita, indossando sia la maglia gialla che quella verde. Conserva il simbolo del primato sino alla terza tappa, scavalcato dal francese Romain Feillu. Conclude poi la sesta frazione di Super-Besse al secondo posto, che tuttavia gli verrà attribuita come vittoria a causa della postuma squalifica per doping del modenese Riccardo Riccò; termina la corsa all'ottavo posto in classifica generale, staccato di 7'12" dal vincitore spagnolo Carlos Sastre.
Ad agosto conquista un'altra corsa di rilievo, la Classica di San Sebastián. Pochi giorni dopo ai Giochi olimpici di Pechino conclude la prova in linea a ridosso della top 10. A settembre è protagonista sulle strade di casa della Vuelta a España, aggiudicandosi la prima frazione in linea a Jaén e conquistando di conseguenza la maglia rossa di capoclassifica. In seguito perde la leadership non riuscendola più a riconquistare e nonostante numerosi piazzamenti chiude al quinto posto finale, a 6'00" da Contador e con un ritardo di quasi 2 minuti dal podio. A fine anno, in virtù dell'ottima stagione, si aggiudica per la seconda volta in carriera la classifica finale dell'UCI ProTour.

### 2009: la vittoria alla Vuelta

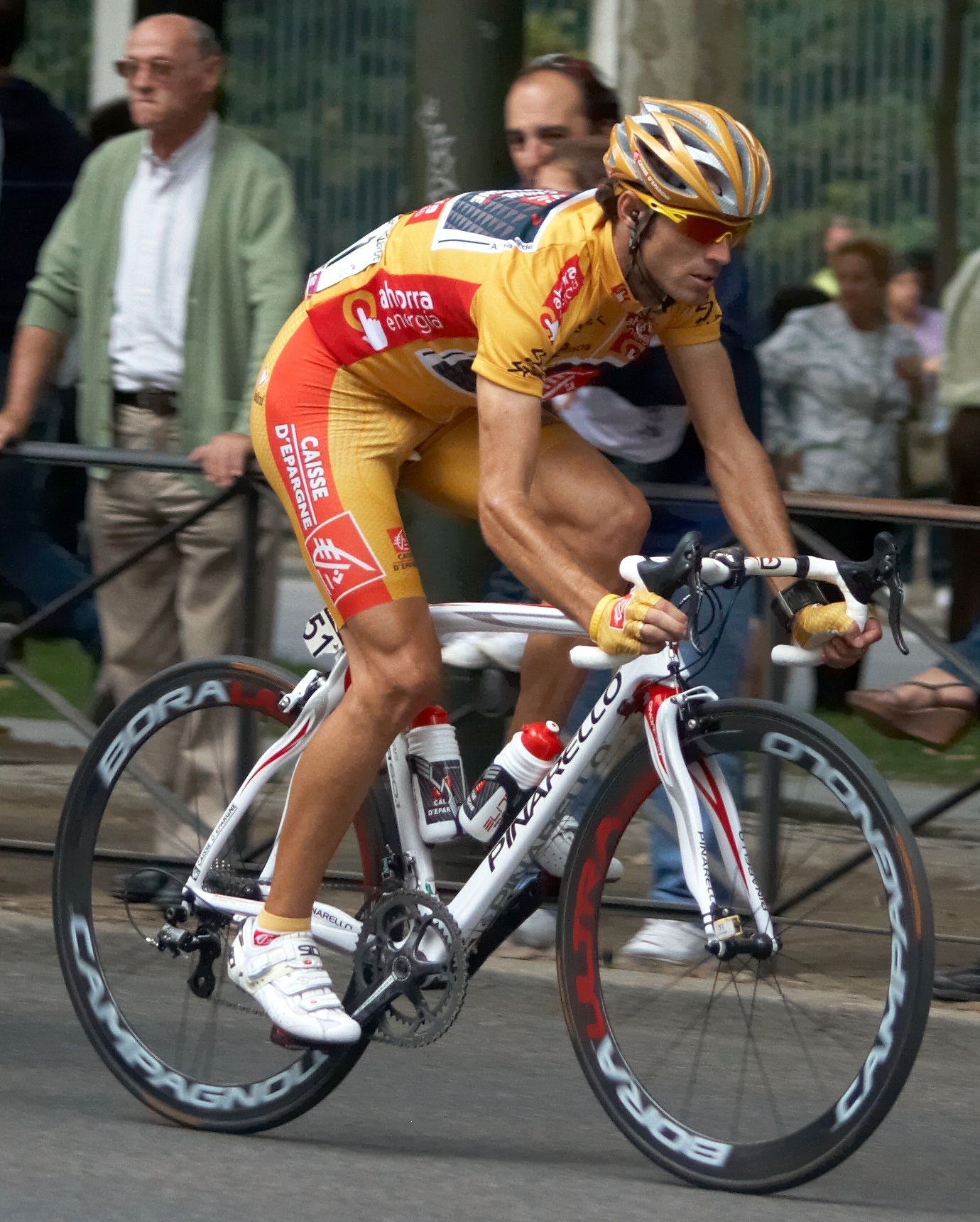
Valverde in maglia oro a Madrid, città d'arrivo della vittoriosa Vuelta a España 2009

Nel 2009 ottiene i primi successi alla Vuelta a Castilla y León dove si impone a l'Estación Invernal de San Isidro e a Valladolid; in aprile fa sua per la terza volta la Klasika Primavera, mentre nel mese di maggio si aggiudica una tappa e la classifica finale della Volta Ciclista a Catalunya. Tuttavia, dopo la vittoria al Giro del Delfinato, gli viene negata la possibilità di partecipare al Tour de France, a causa di una squalifica emessa per il territorio italiano, dove la Grande Boucle sconfina in una tappa.
Successivamente alla vittoriosa Vuelta a Burgos partecipa, con grandi ambizioni, alla Vuelta a España. Vince la manifestazione davanti al connazionale Samuel Sánchez e all'australiano Cadel Evans, senza peraltro mai andare in difficoltà, tranne che in occasione di un attacco di Ivan Basso, giunto quarto, durante la quattordicesima tappa. Non fa sua alcuna frazione della corsa: ciò nonostante, oltre alla generale, fa sua anche la maglia bianca della speciale classifica combinata. È infine nono nella prova in linea ai campionati del mondo di Mendrisio.

### Il casoOperación Puertoe la squalifica
Alla vigilia del Tour de France 2006, scoppia in Spagna l'Operación Puerto, indagine riguardante il doping tramite emotrasfusione o EPO di molti corridori. I due responsabili principali, il medico Eufemiano Fuentes e il direttore sportivo Manolo Saiz, erano in rapporti di conoscenza con Valverde; infatti, al momento dell'arresto, Fuentes aveva con sé un biglietto con scritti alcuni nomi cifrati, tra cui "Valv-Piti", misto del nome di Valverde con quello del suo cane, Piti. Tuttavia il murciano, che nega il suo coinvolgimento con il medico spagnolo, non risulta presente tra i 58 nomi trovati nell'elenco ufficiale degli assistiti del medico spagnolo, non venendo di conseguenza indagato pubblicamente o tantomeno squalificato.

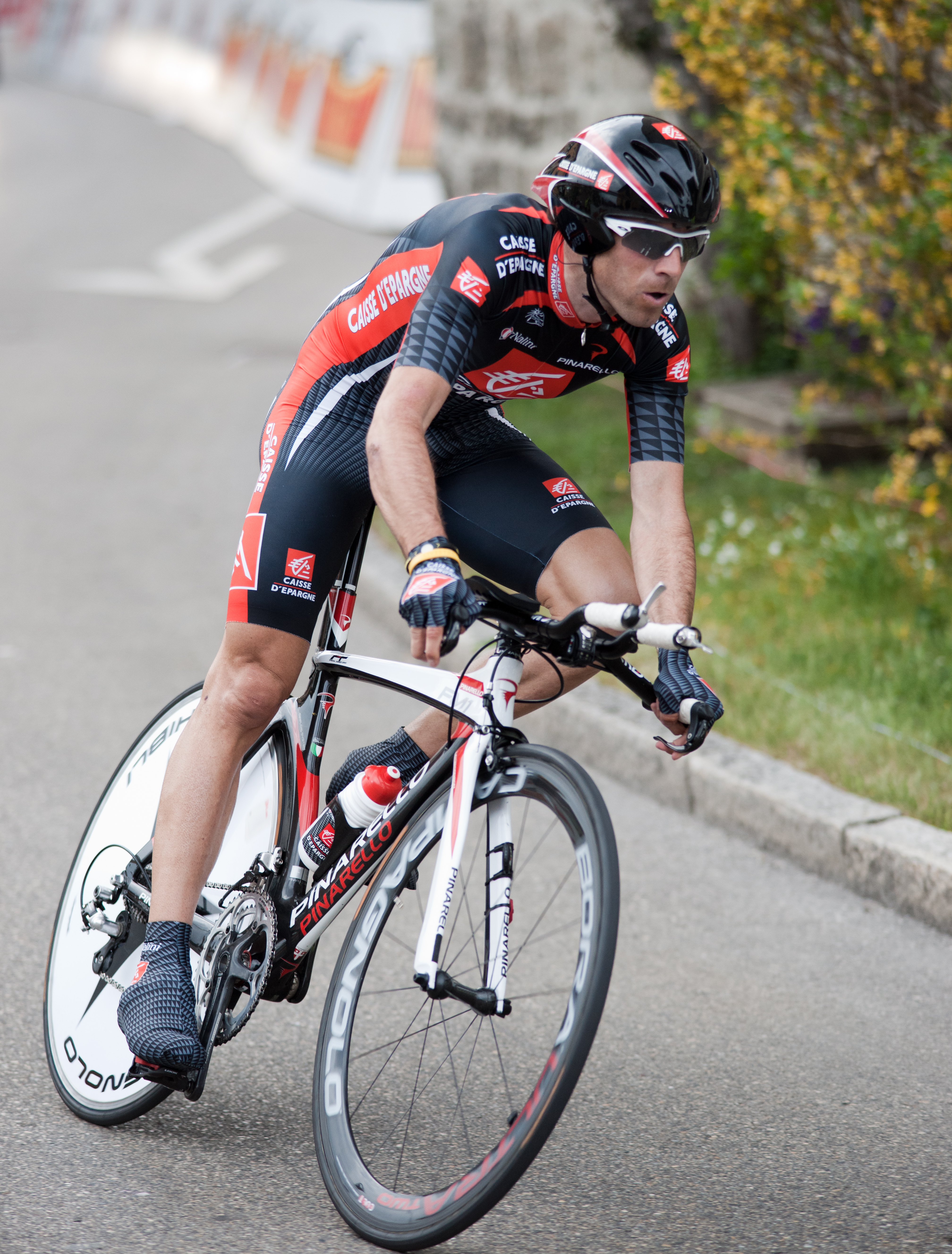
Valverde in una cronometro del Giro di Romandia 2010, da lui vinto e successivamente revocatogli

La sua vicenda rimane piuttosto insabbiata sino alla conferenza stampa d'apertura del Tour de France 2007, quando un gruppo di giornalisti francesi e tedeschi ricorda al corridore del suo presunto coinvolgimento nell'indagine, mettendo in evidenza il trattamento di favore attuato verso di lui, rispetto ad altri atleti solo indagati ed esclusi dall'edizione precedente. Nonostante la polemica, correrà comunque quel Tour.
Il 29 agosto 2007 l'UCI decide di non consentire la partecipazione di Valverde ai campionati del mondo, qualificandolo come persona possibilmente responsabile di aver fatto uso di sostanze dopanti. Inviterà poi la federazione e la giustizia spagnola ad indagare su di lui, avendo ragione di credere, dopo il meticoloso esame delle 6000 pagine del dossier dell'Operación Puerto, che ci siano validi documenti che mostrerebbero il suo effettivo coinvolgimento. Tuttavia due giorni dopo arriva il comunicato ufficiale della federazione spagnola che non ha intenzione di avviare indagini sul corridore e che lo presenterà comunque nella selezione per i Mondiali.
L'8 settembre però l'UCI manifesta di voler continuare per la sua strada, pertanto conferma che al ciclista non sarà consentita la partecipazione. La federazione spagnola non demorde minacciando ricorsi legali e di disertare addirittura gli stessi campionati. Infine il 29 settembre, giorno antecedente alla prova in linea, grazie alla sentenza del TAS di Losanna gli viene permesso di correre per la propria nazionale.
Il 1º aprile 2009 lo spagnolo viene deferito dalla Procura antidoping del CONI, che ne chiede la squalifica per le gare in territorio italiano per due anni, poi confermata in via definitiva l'11 maggio. Questa particolare squalifica costringe l'iberico a rinunciare al Tour 2009, che per un breve tratto attraversa l'Italia.
Il 31 maggio 2010 il TAS di Losanna accoglie il ricorso presentato da UCI e WADA ed estende la squalifica già in vigore sul suolo italiano; l'organismo giudiziario ha fissato l'inizio della squalifica al 1º gennaio 2010, respingendo la richiesta di annullare i risultati precedenti a tale data. Sono invece cancellati i risultati ottenuti dallo spagnolo nel corso della medesima stagione, tra cui la classifica generale del Tour Méditerranéen, due tappe al Giro dei Paesi Baschi e una frazione e la classifica finale del Giro di Romandia.

### 2012: il ritorno alle gare, secondo alla Vuelta

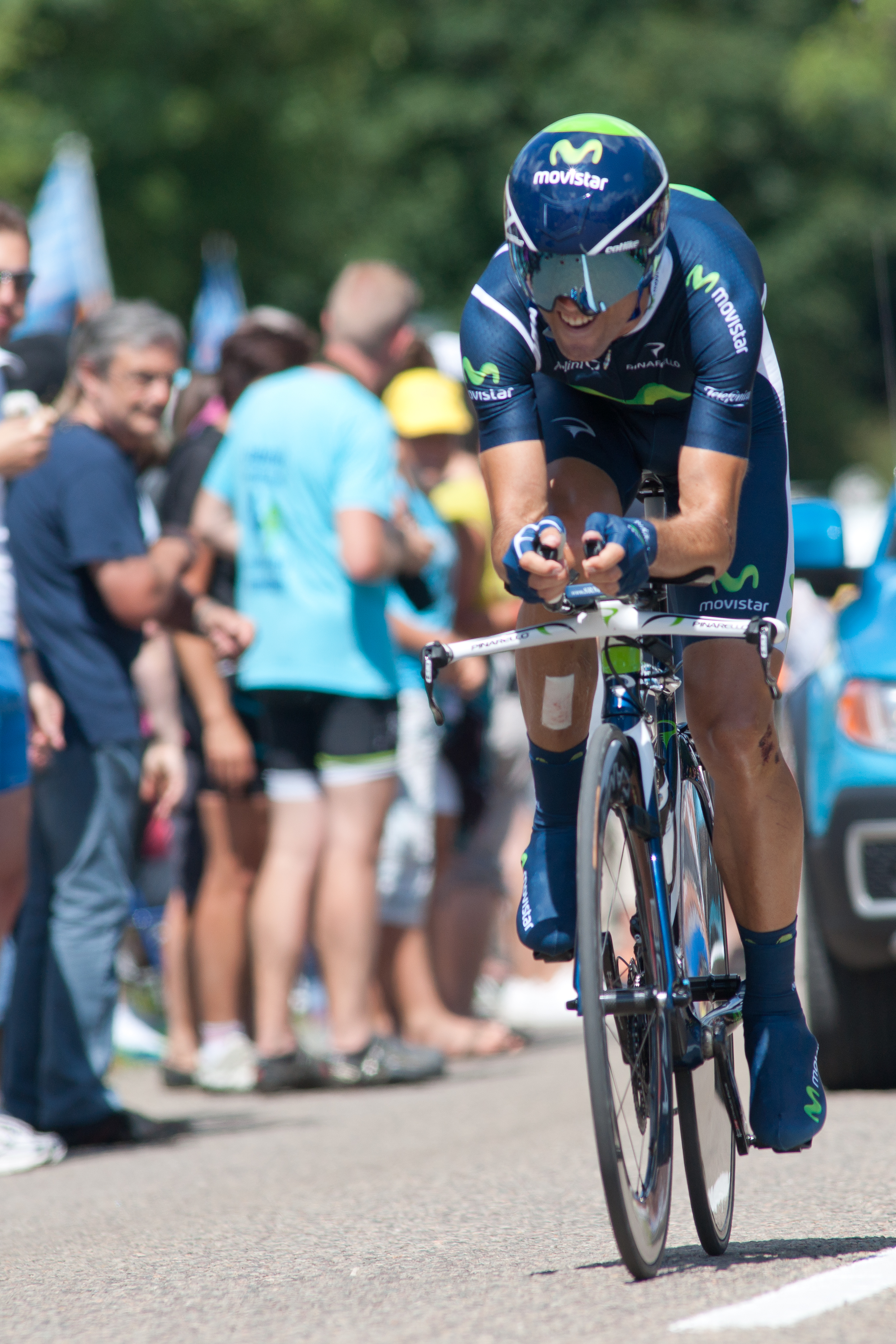
Valverde impegnato in una cronometro del Tour de France 2012

Terminato il periodo di sospensione di due anni, nel 2012 Valverde firma un contratto con la Movistar. Inizia la stagione positivamente, dimostrando una buona forma: vince la quinta tappa al Tour Down Under e la seconda tappa alla Vuelta a Andalucía, conquistando anche la classifica generale della breve corsa a tappe spagnola. Partecipa poi alla Parigi-Nizza conquistando la terza tappa precedendo il campione australiano Simon Gerrans; è inoltre sesto nella cronoscalata conclusiva, giungendo al terzo posto nella classifica finale.
Terminate le classiche di primavera non particolarmente brillanti, culminate con la squalifica per traino alla Liegi-Bastogne-Liegi, partecipa a inizio luglio al Tour de France, tornando alla vittoria in un grande Giro grazie al successo nella diciassettesima frazione con arrivo in salita a Peyragudes, dopo aver affrontato le ascese di Port de Balès e Peyresourde. Chiude la corsa francese al ventesimo posto nella generale. Poco tempo dopo conclude al diciottesimo posto la prova in linea dei Giochi olimpici di Londra, vinta da Vinokourov.
Nel mese di agosto Valverde prende il via alla Vuelta a España, diventando, tappa dopo tappa, uno dei pretendenti alla vittoria finale della corsa. Ottiene successi parziali nella terza e nell'ottava tappa, regolando in entrambe le occasioni allo sprint il connazionale Joaquim Rodríguez, chiudendo sul secondo gradino del podio finale, a 1'16" da Contador; difende inoltre la posizione sulla Bola del Mundo dagli attacchi di Rodríguez, cui strappa, nella passerella conclusiva di Madrid, sia la maglia verde che quella bianca. In settembre partecipa quindi ai campionati del mondo di Limburgo dove si classifica al terzo posto nella prova in linea, dietro al belga Philippe Gilbert e al norvegese Edvald Boasson Hagen, salendo in tal modo per la quarta volta sul podio iridato.

### 2013: il podio alla Vuelta e tante delusioni

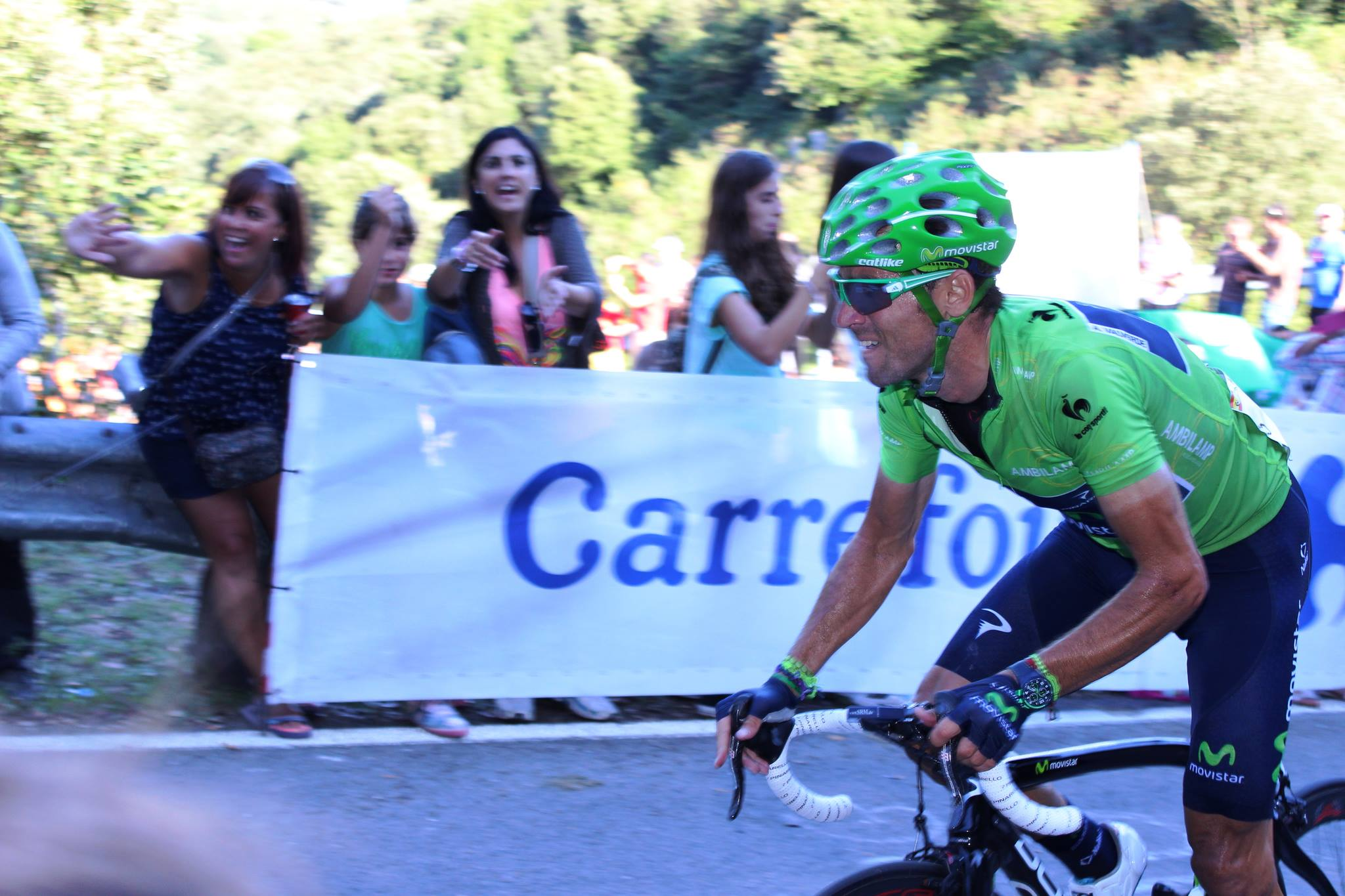
Valverde in azione in maglia verde alla Vuelta a España 2013

Vista la competitività dimostrata dopo i due anni di squalifica, nel 2013 si presenta con grandi ambizioni. Mantiene una forma eccellente per tutto il corso dell'anno ed in tutte le corse a cui punta, ma non riesce a raccogliere i risultati desiderati. A febbraio trionfa subito al Trofeo Serra de Tramuntana, prova del Challenge de Mallorca, e pochi giorni più tardi nella classifica finale della Vuelta a Andalucía, vincendo anche il prologo e la terza frazione. Si presenta alle classiche delle Ardenne in gran forma, arrivando secondo all'Amstel Gold Race — battuto dal ceco Roman Kreuziger — e terzo alla Liegi-Bastogne-Liegi, a 9" dal vincitore irlandese Daniel Martin.
È al via del Tour de France con grandi aspettative: mantiene il secondo posto in graduatoria fino alla tappa di Saint-Amand-Montrond, quando per colpa di una foratura e del vento rimane attardato uscendo di classifica; finisce quindi la corsa francese all'ottavo posto, mettendosi a disposizione del giovane colombiano emergente e compagno di squadra Nairo Quintana. Subito dopo la Grande Boucle arriva secondo alla Classica di San Sebastián, battuto dal francese Tony Gallopin. Alla Vuelta a España punta alla vittoria, concludendo tuttavia terzo a 1'36" dallo statunitense Chris Horner; riesce ad ogni modo a far sua la classifica a punti, pur senza aver conquistato nessuna tappa.
In autunno partecipa ai campionati del mondo in Toscana, come co-capitano della nazionale insieme a Rodríguez. Nella prova in linea di Firenze su un percorso adatto alle caratteristiche di entrambi, si ostacolano tra di loro, concludendo rispettivamente terzo e secondo, battuti dal portoghese Rui Costa, a detta degli addetti ai lavori proprio a causa del loro antagonismo. Una settimana più tardi arriva secondo anche al Giro di Lombardia, battuto proprio da Rodríguez.

### 2014: la seconda Freccia e il sesto podio alla Vuelta

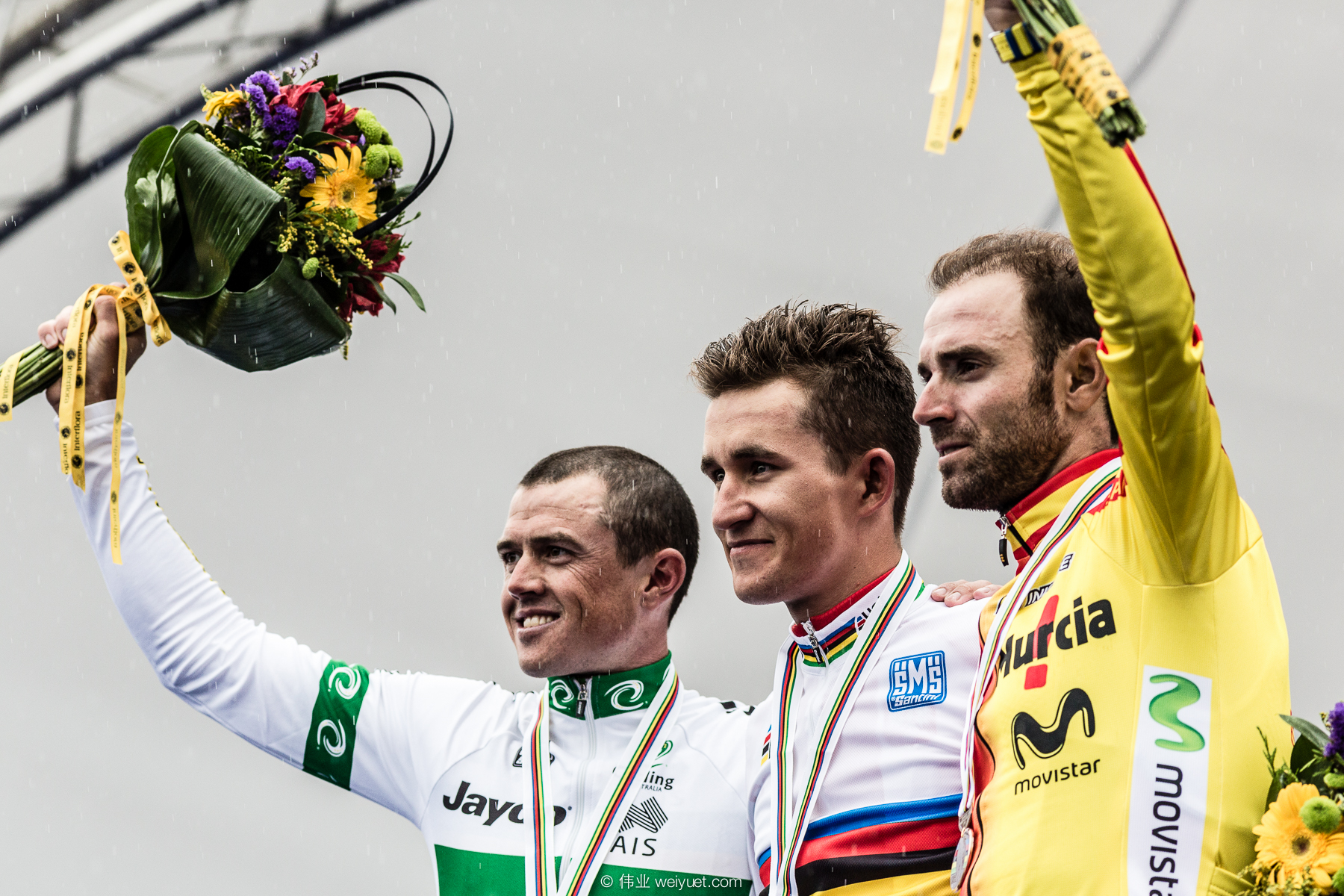
Valverde (3º, a destra) con Kwiatkowski (1º) e Gerrans (2º) sul podio del campionato del mondo 2014 a Ponferrada

Ormai trentaquattrenne, inizia un altro anno, il 2014, dimostrando un'ottima forma, dominando la Vuelta a Andalucía e vincendo in marzo diverse corse minori tra Italia e Spagna: l'affermazione per la quarta volta in carriera alla Vuelta a Murcia, la Roma Maxima e il Gran Premio Miguel Indurain.
Conclusa al quinto posto il Giro dei Paesi Baschi, cogliendo tre secondi posti di tappa, si presenta tra i favoriti alle classiche; in otto giorni si piazza quarto all'Amstel Gold Race, secondo alla Liegi-Bastogne-Liegi e primo alla Freccia Vallone: questa è per Valverde la prima importante affermazione in una classica dalla Liegi 2008, così come il secondo trionfo alla Flecha a distanza di otto anni. A fine giugno chiude al secondo posto la Route du Sud, mentre il 27 dello stesso mese diviene per la prima volta campione nazionale a cronometro, lasciando il successo nella prova in linea al connazionale e compagno di squadra Ion Izagirre. Al Tour de France si classifica al quarto posto in classifica generale, distanziato di 9'40" dal siciliano Vincenzo Nibali, senza particolari acuti e non riuscendo ad ottenere vittorie parziali; in seguito vince per la seconda volta in carriera la Classica di San Sebastián, precedendo per distacco l'olandese Bauke Mollema e Rodríguez.
Prende quindi il via, a fine agosto, alla Vuelta a España, imponendosi nella sesta tappa con arrivo a La Zubia e indossando maglia rossa che terrà fino alla nona frazione. In seguito non impensierisce mai il leader Contador e chiude la corsa sul terzo gradino del podio distanziato di 1'50" dal vincitore. Così come nelle ultime due annate, giunge al terzo posto nella prova in linea del campionato del mondo di Ponferrada, preceduto dal polacco Michał Kwiatkowski e Gerrans. Al Giro di Lombardia ottiene l'ennesimo piazzamento, classificandosi sul secondo gradino del podio alle spalle di Martin. A fine stagione si aggiudica la classifica finale dell'UCI World Tour, davanti al connazionale Contador.

### 2015: il tris a Freccia e Liegi e il podio al Tour

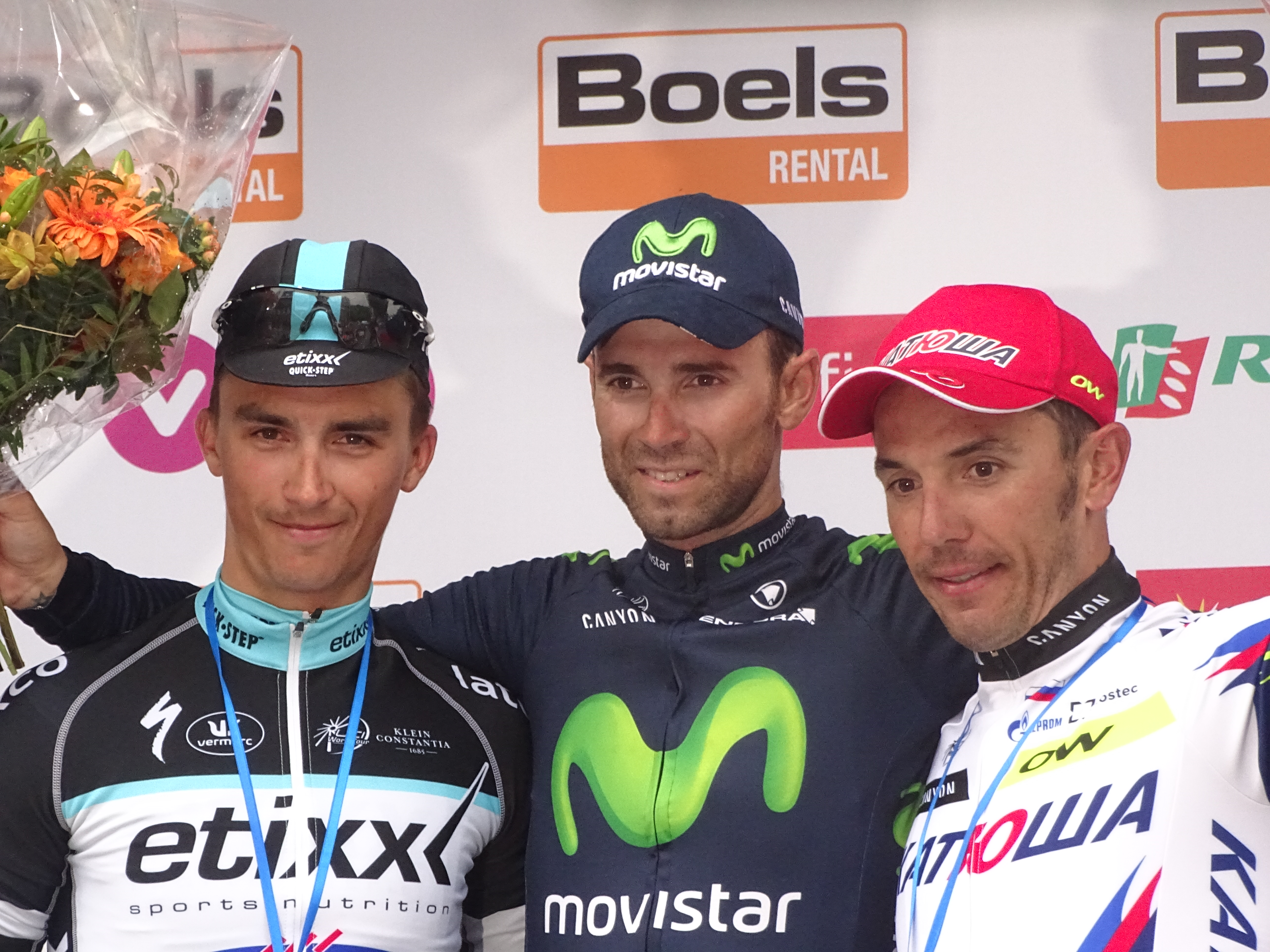
Valverde (1º, al centro) sul podio della Liegi-Bastogne-Liegi 2015 con Alaphilippe (2º) e Rodríguez (3º)

Nel 2015 Valverde apre la stagione facendo suo il Trofeo Serra de Tramuntana, penultima prova del Challenge de Mallorca. In febbraio partecipa negli Emirati Arabi a Dubai Tour, Tour of Qatar e Tour of Oman, ottenendo alcuni piazzamenti. È poi terzo alle Strade Bianche e ventesimo alla Milano-Sanremo. A fine marzo è protagonista alla Volta Ciclista a Catalunya, dove si aggiudica le tappe di Olot, Valls e Barcellona, chiudendo secondo nella classifica finale alle spalle dell'australiano Richie Porte. Alle classiche delle Ardenne conclude sul secondo gradino del podio l'Amstel Gold Race dietro Kwiatkowski, mentre tre giorni dopo trionfa alla Freccia Vallone, imponendosi per la terza volta in carriera sulle rampe del Muro di Huy. Ottiene il medesimo risultato alla Liegi-Bastogne-Liegi, anch'essa sua per la terza volta, precedendo in una volata ristretta il transalpino Julian Alaphilippe e Rodríguez. Grazie a tale affermazione diventa il secondo corridore di sempre, dopo l'elvetico Ferdi Kübler, a riuscire nell'accoppiata Freccia-Liegi per ben due volte (2006 e 2015); inoltre vincendo a sette anni di distanza dalla sua seconda Liegi, batte il precedente record che apparteneva all'irlandese Sean Kelly e a Vinokurov, entrambi vincitori della monumento a cinque anni di distacco l'una dall'altra.

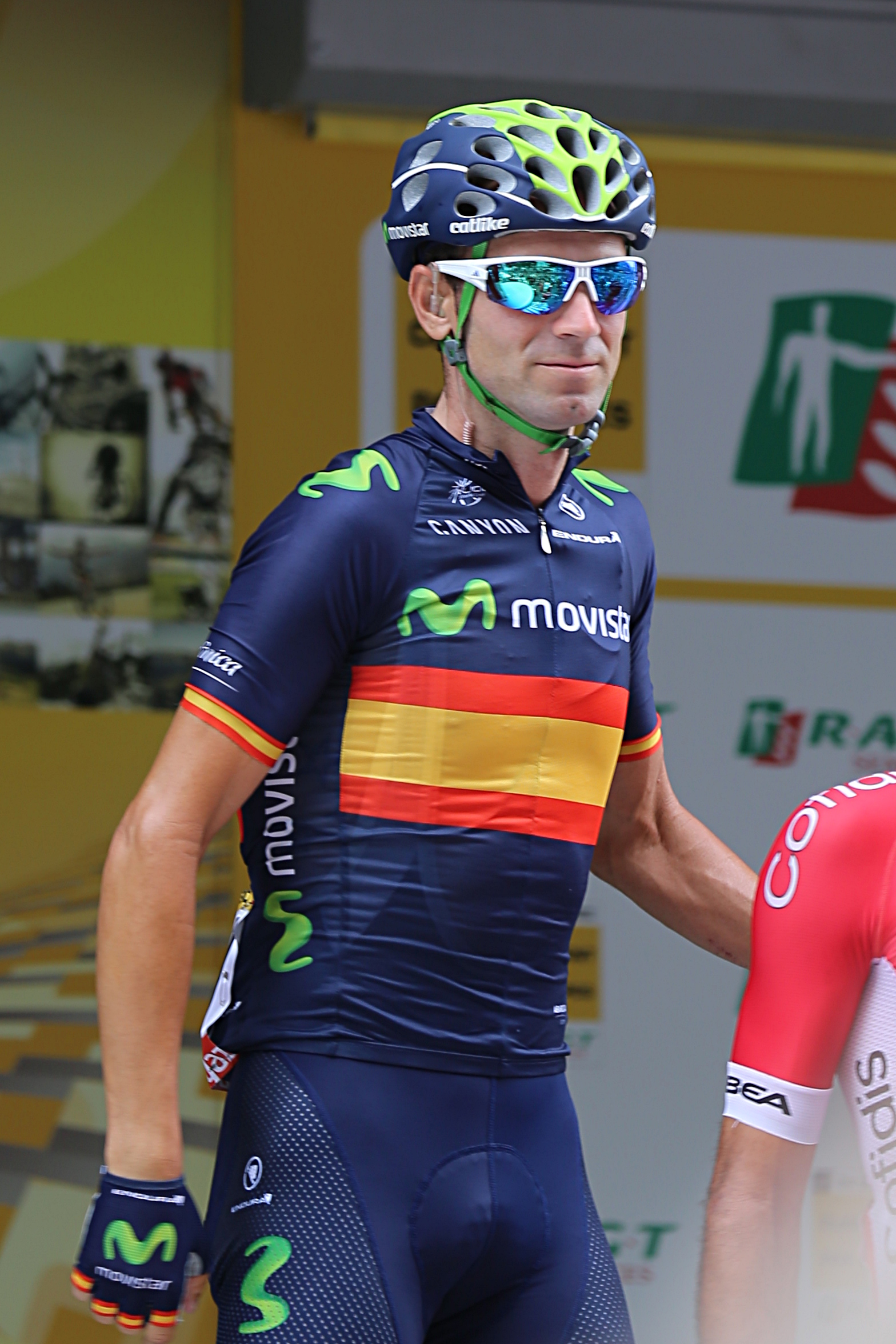
Valverde in maglia di campione nazionale al Tour de France 2015

In giugno partecipa al Giro del Delfinato che chiude nono nella generale, conseguendo comunque un terzo posto di tappa. A fine mese si laurea campione nazionale in linea, bissando così il successo del 2008. Prende parte al Tour de France come gregario di lusso in appoggio a Nairo Quintana, senza però trascurare le proprie possibilità in ottica classifica generale. Entrambi attardati dopo le insidie della prima settimana, Nairo e Alejandro riescono a recuperare le prime posizioni al termine dei Pirenei, insediandosi rispettivamente in seconda e terza posizione, dovendosi arrendere allo strapotere mostrato fino a quel momento dal britannico Chris Froome. Sulle Alpi, approfittando della vulnerabilità e della forma in calando della maglia gialla, Valverde apre più volte la strada per un attacco del giovane colombiano, che raggiunge l'intento solamente nelle ultime due tappe di montagna dove riesce a recuperare parecchio tempo a Froome non necessario però a scalfire la sua leadership, dimostrando in precedenza un certo attendismo. Alejandro — che ottiene come miglior piazzamento un terzo posto di tappa sul Mûr-de-Bretagne — conclude la Grande Boucle per la prima volta sul terzo gradino del podio, distanziato di 5'25" dal britannico e di 4'13" dal compagno di squadra, il quale chiude al secondo posto con non pochi rimpianti. Pochi giorni dopo conclude terzo alla Classica di San Sebastián.
A fine agosto corre la Vuelta a España: conquista la quarta frazione con arrivo in leggera salita a Vejer de la Frontera, rimanendo nella prima parte di corsa nei piani alti della classifica. Nella seconda e nella terza settimana, tuttavia, accusa le fatiche del Tour, perdendo progressivamente terreno dai big e restando fuori dalla lotta per il podio. A Madrid — luogo della passerella conclusiva — chiude al settimo posto finale, a 6'47" dal vincitore sardo Fabio Aru, riuscendo comunque ad aggiudicarsi la maglia verde, sua per la terza volta. Ai campionati del mondo di Richmond è quinto nella prova in linea, chiudendo nel gruppo a 3" dal vincitore slovacco Peter Sagan; termina poi al quarto posto il Giro di Lombardia – ultima classica monumento dell'anno – aggiudicandosi in tal modo, per la quarta volta in carriera e per la seconda stagione consecutiva, la classifica finale dell'UCI World Tour.

### 2016: il poker alla Freccia Vallone e il podio al Giro
Per la stagione 2016 decide di focalizzare i propri obiettivi nel Giro d'Italia e nei Giochi olimpici di Rio de Janeiro.
Dopo alcuni piazzamenti nelle prime gare stagionali, tra cui spicca il secondo posto alla Vuelta a Murcia, ottiene i primi successi facendo sue tappa e classifica finale della Vuelta a Andalucía, corsa dove detiene il record di vittorie. Nel mese di marzo si piazza decimo alle Strade Bianche, cui seguono alcuni piazzamenti alla Tirreno-Adriatico e un quindicesimo posto alla Milano-Sanremo. Dopo un periodo di pausa torna alle competizioni in aprile imponendosi nelle tappe di Fermoselle e dell'Alto de la Plataforma, con conseguente vittoria finale, della Vuelta a Castilla y León. Soli tre giorni più tardi si aggiudica per il terzo anno di fila la Freccia Vallone, diventando con momentanei quattro successi il ciclista più vincente nella storia della classica belga. Non riesce a difendere il titolo alla Liegi-Bastogne-Liegi, concludendo la manifestazione al sedicesimo posto.

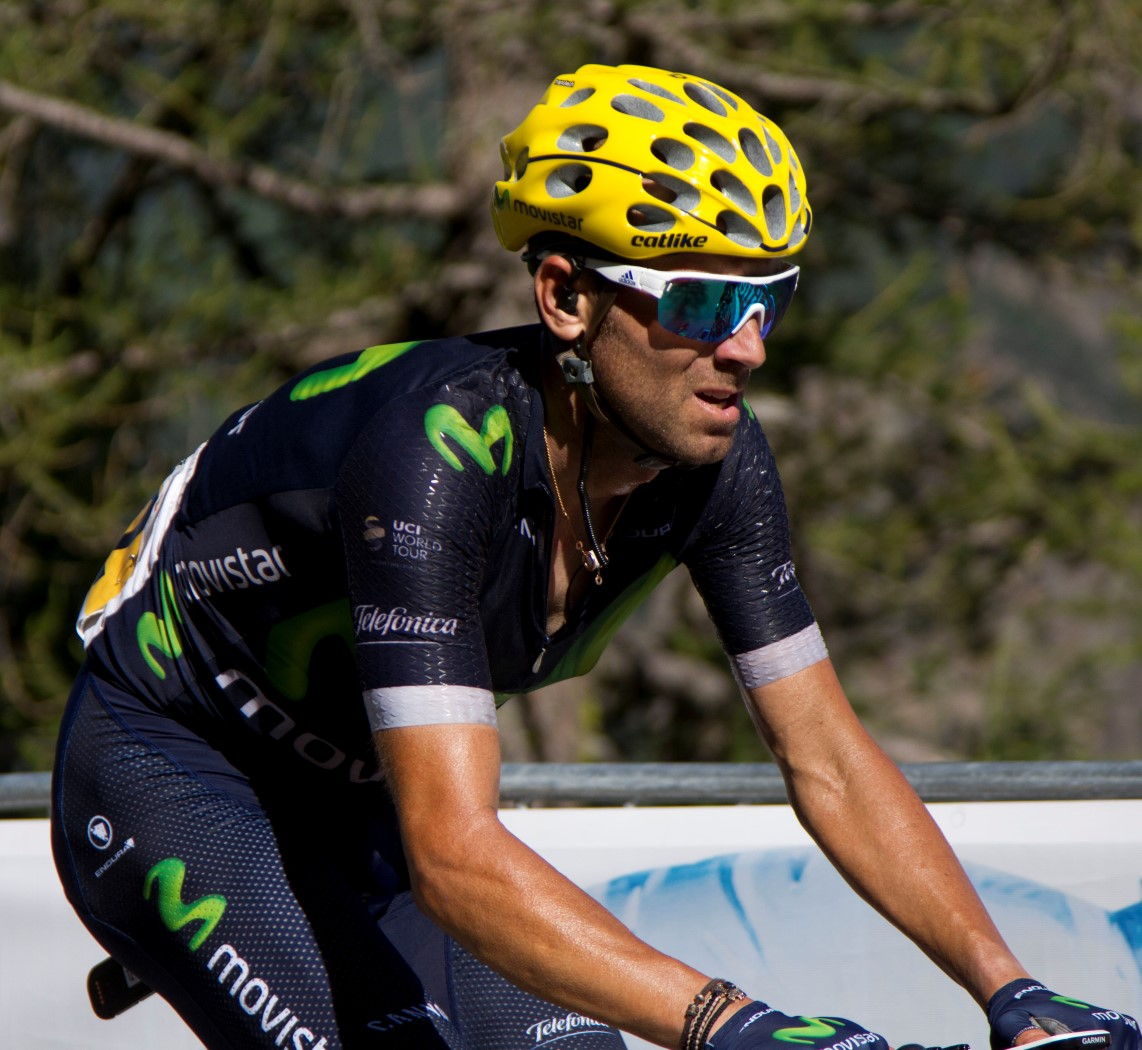
Valverde in azione al Tour de France 2016.

Schierato per la prima volta ai nastri di partenza del Giro d'Italia, dopo una prima parte di corsa a ridosso dei migliori, va in difficoltà nel corso del "tappone dolomitico" della quattordicesima tappa: nell'occasione perde contatto sulle rampe del Passo di Falzarego, arrivando sul traguardo di Corvara con tre minuti di ritardo dal colombiano Esteban Chaves, vincitore di tappa, e dal nuovo leader olandese Steven Kruijswijk, venendo preceduto di 2'23" anche da Vincenzo Nibali. Torna nei piani alti della classifica con il terzo posto nella cronoscalata dell'Alpe di Siusi, guadagnando su quasi tutti i rivali. Successivamente si aggiudica la sedicesima tappa con arrivo ad Andalo, superando in uno sprint a due lo stesso Kruijswijk e assestandosi al terzo posto provvisorio della generale. Segue un nuovo passaggio a vuoto tre giorni più tardi quando perde più di due minuti sul traguardo di Risoul da un Vincenzo Nibali in forte rimonta verso la maglia rosa. Il giorno seguente, nella ventesima e penultima tappa, si riprende nuovamente, riappropriandosi del podio ai danni di Kruijswijk; conclude la Corsa Rosa, al termine della passerella conclusiva di Torino, al terzo posto in classifica generale, preceduto di 1'17" da Nibali e di 25" da Chaves. In tal modo il murciano, all'ottavo podio in un grande Giro, diviene il sedicesimo ciclista ad aver conseguito podi in tutte e tre le grandi corse a tappe.
Si presenta al Tour de France in veste di appoggio a Quintana, capitano designato. Si mantiene costantemente nei piani alti della classifica per tutte le tre settimane, dimostrandosi di fondamentale supporto nello scortare il colombiano, apparso meno incisivo delle passate edizioni, sul terzo gradino del podio degli Champs-Élysées. Coglie inoltre due terzi posti nella seconda e nella diciannovesima tappa, concludendo la manifestazione al sesto posto, a 6'16" dal vincitore Froome. Conclusa la Classica di San Sebastián con un nuovo terzo posto, si presenta alla rassegna a cinque cerchi come uno dei principali candidati alla vittoria della prova in linea: il 6 agosto tuttavia, nonostante un percorso favorevole, conclude la prova lontano dalla zona medaglie, dopo aver scortato nel finale il compagno di nazionale Rodríguez, giunto quinto e all'ultima corsa in carriera.
Nella seconda metà di agosto è al via anche della Vuelta a España con il numero 1, partecipando di fatto a tutti e tre i grandi Giri stagionali. Dopo il secondo posto nella cronosquadre iniziale alle spalle della Sky, Valverde si conferma ad alti livelli, assestandosi al secondo posto della classifica al termine della prima settimana con due terzi posti nella terza e nella settima tappa. In seguito ad una nuova terza piazza nell'undicesima frazione, si mantiene ai vertici fino alla tappa "regina" di Aubisque/Gourette della quattordicesima, quando, momentaneo terzo della generale, perde circa dieci minuti dai big, mettendo da parte ambizioni di classifica. Complice una forma in calando per le fatiche di una lunga stagione, nelle ultime tappe si mette a disposizione del compagno Quintana, scortandolo al successo finale di Madrid. Valverde, che ha indossato per dieci giorni la maglia verde prima di perderla al termine della penultima frazione in favore del piemontese Fabio Felline, conclude al dodicesimo posto la corsa iberica, a 15'57" da Quintana. Termina l'annata il 1º ottobre chiudendo sesto al Giro di Lombardia.

### 2017: la quinta Freccia Vallone, la quarta Liegi e l'infortunio

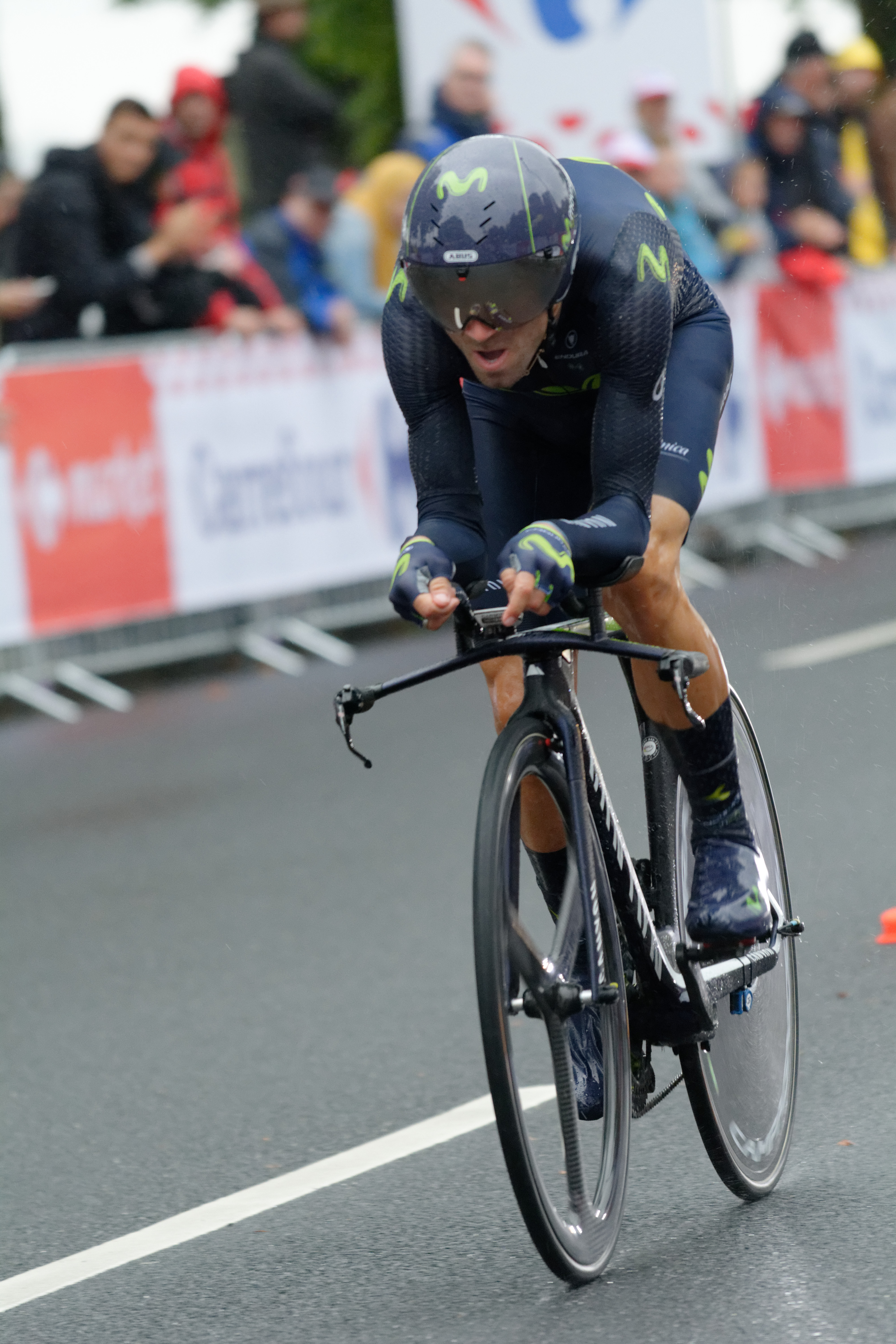
Valverde impegnato nella cronometro d'apertura del Tour de France 2017

Una nuova annata per Valverde comincia a fine gennaio al Challenge de Mallorca, dove ottiene un secondo posto alle spalle del belga Tim Wellens nel Trofeo Andratx-Mirador d'Es Colomer; l'11 febbraio arriva il primo successo stagionale, quinto in carriera nonché record della manifestazione, alla Vuelta a Murcia, tagliando il traguardo con più di due minuti sul gruppo inseguitore al termine di un assolo di 70 km. In seguito conquista per la quinta volta nelle ultime sei edizioni la Vuelta a Andalucía: fa sua la prima tappa in uno sprint ristretto, perdendo momentaneamente la maglia di leader in favore di Contador al termine della seconda giornata di gara, ma riappropriandosene l'indomani nella cronometro di Lucena, conclusa al secondo posto, e mantenendola fino a Coín, meta finale della corsa, precedendo di 1" il connazionale della Trek.
Costretto a rinunciare alla Parigi-Nizza a causa di un'influenza, il 20 marzo Valverde si presenta ai nastri di partenza della Volta Ciclista a Catalunya: con i compagni vince la cronosquadre della seconda tappa, tuttavia in un secondo momento la giuria, in seguito a presunte spinte tra alcuni componenti del team, decide di penalizzare l'intera squadra di un minuto, sottraendo loro anche il successo in favore della BMC. Il murciano si aggiudica poi gli arrivi in salita della terza e quinta tappa, annullando il distacco, accumulato in seguito alla sanzione, dallo statunitense Tejay van Garderen, e portandosi in testa. Con il secondo posto nella penultima frazione e la vittoria dell'ultima tappa, fa sua la classifica finale con 1'03" su Contador. La settimana seguente si aggiudica anche la quinta frazione e, per la prima volta in carriera, la classifica generale del Giro dei Paesi Baschi, battendo ancora Contador per 17". Alle Ardenne è diciannovesimo all'Amstel Gold Race, mentre il 19 aprile fa sua per la quinta volta, quarta consecutiva, la Freccia Vallone; quattro giorni più tardi chiude il "trittico" con la vittoria alla Liegi-Bastogne-Liegi, quarta in carriera, completando per la terza volta l'accoppiata Freccia-Liegi.
Torna alle competizioni a inizio giugno in occasione del Giro del Delfinato, dove ottiene un terzo di tappa e il nono nella generale; il 25 dello stesso mese chiude invece secondo nella prova in linea del campionato nazionale, alle spalle del compagno di squadra Jesús Herrada. Originariamente di supporto a Quintana al Tour de France, è costretto al ritiro già nella frazione inaugurale, la cronometro di Düsseldorf, a causa di una rovinosa caduta in seguito alla quale riporta la frattura di rotula e astragalo della gamba sinistra, nonché un profondo taglio nella zona tibiale mancina e varie escoriazioni sparse: tale infortunio obbliga il murciano a terminare anzitempo la stagione.

### 2018: il rientro e il titolo iridato

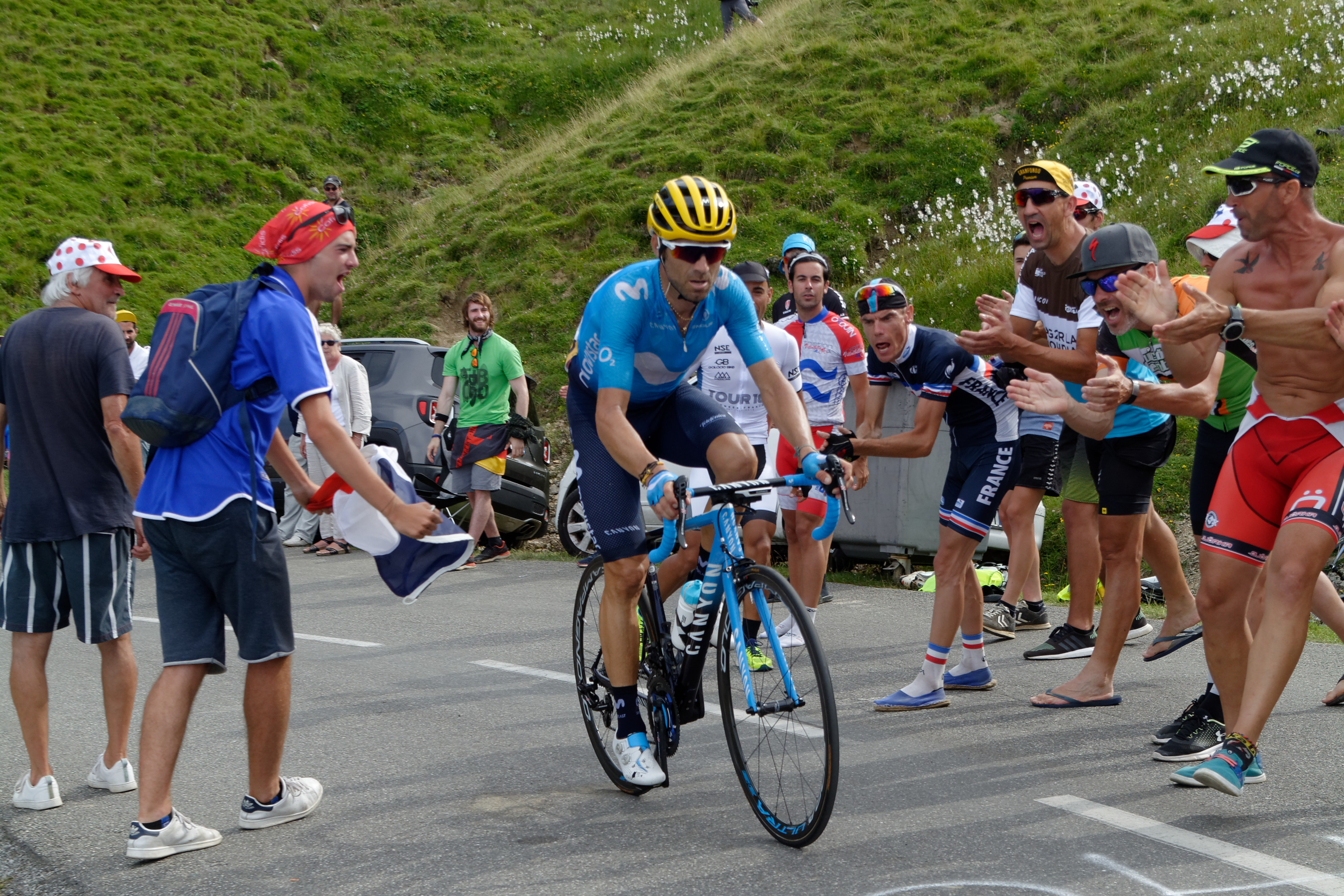
Valverde sull'Aubisque durante la diciannovesima tappa del Tour de France 2018

208 giorni più tardi, a fine gennaio 2018, Valverde rientra alle competizioni, prendendo parte a tre delle quattro prove del Challenge de Mallorca e dimostrandosi subito competitivo, con un terzo e un quarto posto rispettivamente nel Trofeo Serra de Tramuntana e nel Trofeo Lloseta-Andratx. Torna alla vittoria il 1º febbraio seguente, conquistando la seconda tappa della Volta a la Comunitat Valenciana al termine di uno sprint a tre; fa poi sue anche la quarta frazione con arrivo in salita e la classifica finale della corsa. Secondo alla Vuelta a Murcia, a fine mese si impone nella classifica finale dell'Abu Dhabi Tour grazie alla vittoria sulla salita di Jebel Hafeet nell'ultima tappa, l'unica con arrivo in quota. Terminata al quarto posto la Strade Bianche del 3 marzo, la serie di successi procede alla Volta Ciclista a Catalunya, dove vince la volata della seconda tappa e l'arrivo in salita della quarta, aggiudicandosi, così come l'anno precedente e per la terza volta in carriera, anche la classifica generale della corsa. Ottimo undicesimo alla Dwars door Vlaanderen nonostante la poca esperienza con le classiche del pavé, l'avvicinamento alle classiche delle Ardenne lo vede vincente il 31 marzo al Gran Premio Miguel Indurain e secondo alla Klasika Primavera una settimana più tardi; ciò nonostante nel classico "trittico" non ottiene i risultati sperati, concludendo quinto all'Amstel Gold Race, secondo alla Freccia Vallone — vedendosi interrompere da Alaphilippe la serie di quattro successi consecutivi — e tredicesimo alla Liegi-Bastogne-Liegi.
Dopo quasi due mesi di pausa corre la Route d'Occitanie dove vince la terza tappa con arrivo in salita e si piazza secondo nella quarta e ultima frazione: nell'occasione viene beffato proprio al fotofinish dal francese Anthony Roux nel corso della volata conclusiva, dopo aver cercato di resistere al ritorno del gruppo in seguito a un lungo attacco dalla distanza assieme al connazionale Luis León Sánchez; fa comunque sua la classifica finale della corsa francese. In vista del Tour de France partecipa anche ai campionati nazionali, finendo quarto nella prova a cronometro e secondo nella corsa in linea.
Dopo la sfortunata esperienza dell'anno precedente, Valverde torna al Tour con l'obiettivo di supportare i due capitani designati, Mikel Landa e Quintana. In seguito a una prima settimana dove riesce a ben figurare con un quarto posto a Quimper e un terzo sul Mûr-de-Bretagne, i restanti due blocchi di corsa non proseguono nel migliore dei modi per lo spagnolo. Momentaneo terzo al termine della decima tappa, tenta un attacco dalla distanza il giorno successivo, ma il buon vantaggio accumulato va progressivamente riducendosi fino ad esaurirsi lungo le prime rampe de La Rosière, primo arrivo in quota dell'edizione, concludendo staccato dai migliori. Abbandonate definitivamente le ambizioni di classifica, si inserisce in un tentativo di fuga da lontano anche l'indomani, venendo tuttavia ripreso e staccato così come successo nella frazione precedente. L'unico acuto nelle giornate seguenti lo ha nella diciassettesima frazione, quando, inseritosi nella fuga di giornata, risulta fondamentale nel corso dell'ultima salita di Saint-Lary-Soulan per le ambizioni di successo di Quintana, che vincerà infatti la tappa. Conclude al quattordicesimo posto la sua undicesima Grande Boucle, che si rivela complessivamente sotto le aspettative, sia personali che di squadra, lontano ben 27'26" dal vincitore Geraint Thomas.

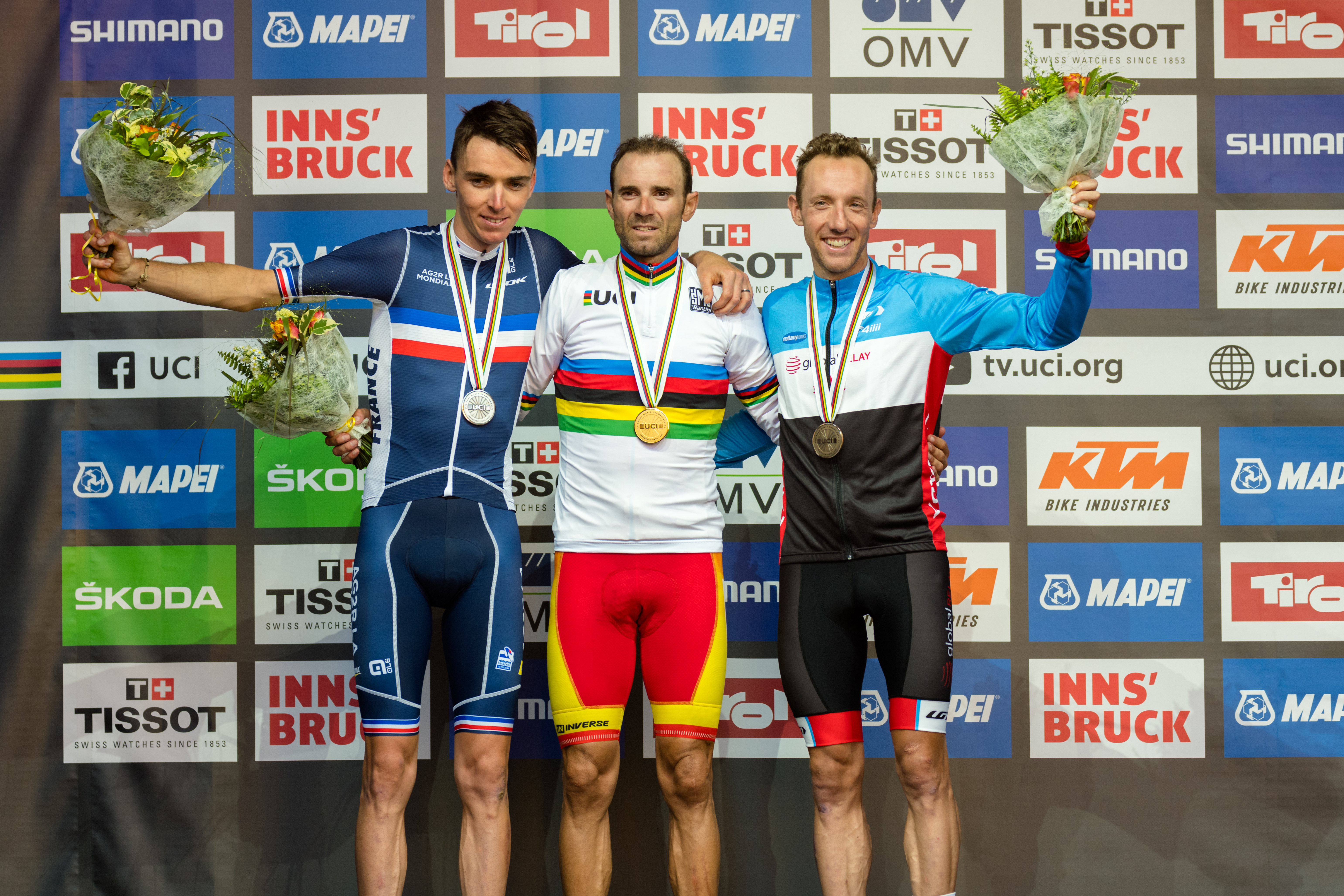
Valverde (1º, al centro) in maglia iridata con Bardet (2º) e Woods (3º) sul podio del campionato del mondo 2018 di Innsbruck

Rimessosi in sesto dalle fatiche del Tour, prende il via della Vuelta a España libero da vincoli di squadra e con l'obiettivo di ritrovare una buona condizione. La corsa di casa inizia subito nel migliore dei modi: Valverde vince infatti la seconda tappa, precedendo Kwiatkowski in una volata a due sullo strappo di Caminito del Rey. Terzo a Pozo Alcón, trionfa nuovamente il giorno seguente nell'ottava frazione: nell'occasione si rende protagonista di una grande volata in leggera salita sul traguardo di Almadén, che gli permette addirittura di sopravanzare negli ultimi metri il campione del mondo Sagan. Al termine della prima settimana di corsa è momentaneo secondo della generale, palesando un ottimo stato di forma; si mantiene nella medesima posizione anche al termine della seconda settimana, dove ottiene un altro terzo e un quarto posto. Soli 25" dietro il leader Simon Yates fino alla diciottesima frazione, cede più di quattro minuti al britannico della Mitchelton nelle ultime due frazioni andorrane, decisive per l'assegnazione della maglia rossa: nonostante riesca per quanto possibile a limitare i danni al termine della prima, crolla nella seconda, scivolando fino al quinto posto, a 4'28" dalla vetta della generale. Sfumato proprio nelle battute conclusive un podio pienamente alla portata per quanto dimostrato in precedenza, sale comunque sul podio di Madrid come vincitore della classifica a punti, la quarta in carriera. Il 30 settembre si laurea campione del mondo: sul durissimo percorso di Innsbruck regola in volata il francese Romain Bardet, il canadese Michael Woods e l'olandese Tom Dumoulin, con i quali si era avvantaggiato lungo l'ultima rampa: dopo sei podi, il primo dei quali distante ben 15 anni, conquista finalmente la tanto agognata maglia iridata alla veneranda età di 38 anni. Termina l'annata con le ultime classiche italiane, piazzandosi quindicesimo alla Tre Valli Varesine, terzo alla Milano-Torino e undicesimo al Giro di Lombardia; a coronamento della stagione riceve per la prima volta in carriera l'ambito Vélo d'Or, come miglior ciclista dell'anno.

### 2019: il settimo podio alla Vuelta

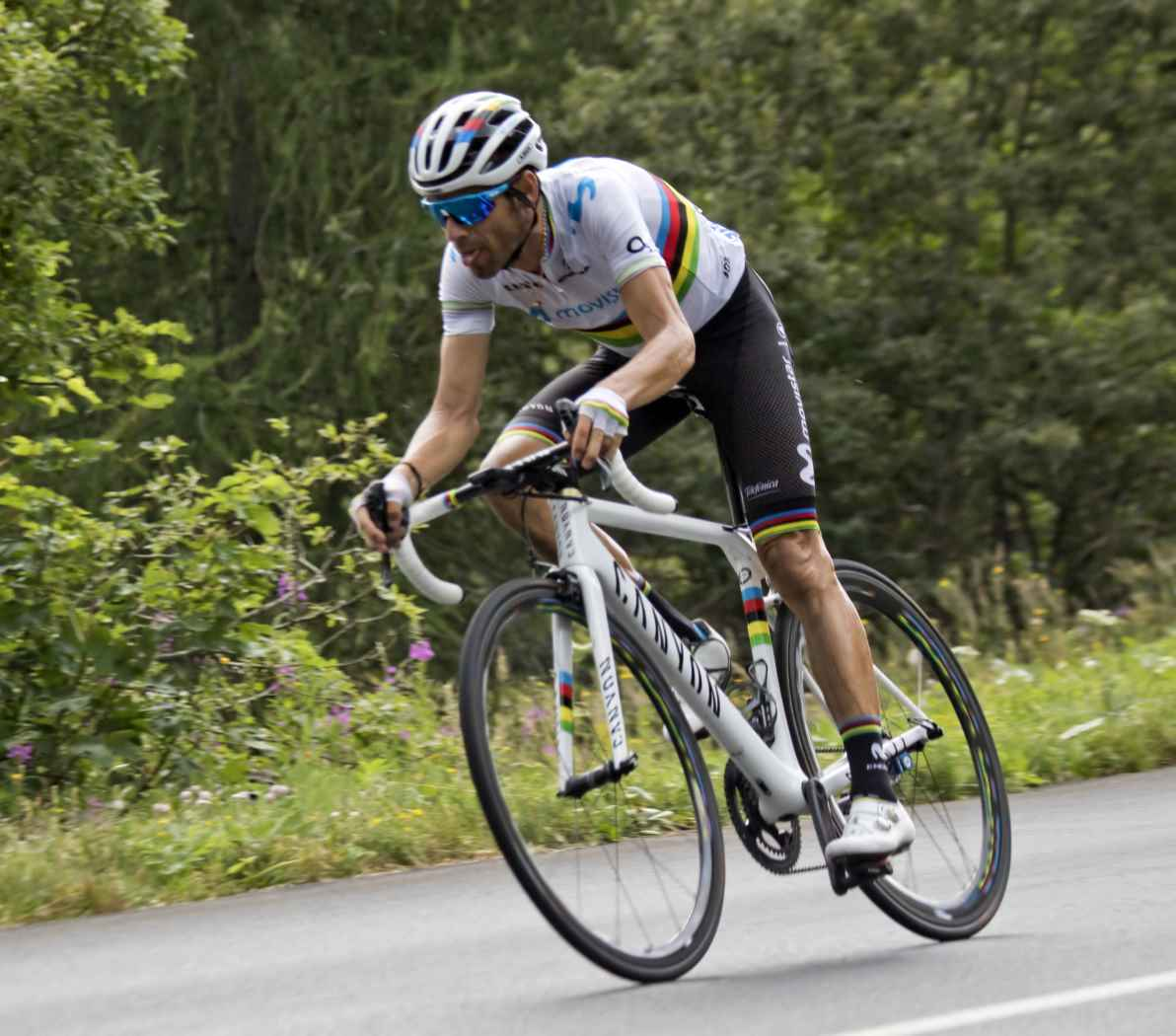
Valverde sulle strade del Tour de France 2019

Il 2019 di Valverde con i nuovi colori dell'iride riparte dal Challenge de Mallorca, dove ottiene un quarto posto nel Trofeo Ses Salines-Campos-Porreres-Felanitx, un decimo nel Trofeo Andratx-Lloseta e un terzo nel Trofeo Serra de Tramuntana. Secondo nelle generali di Volta a la Comunitat Valenciana e Vuelta a Murcia, conclude alle spalle dello sloveno Primož Roglič anche l'UAE Tour: durante la corsa a tappe emiratina riesce comunque a vincere la terza tappa, ripetendo il successo a Jebel Hafeet dell'anno precedente. Le difficoltà nel trovare il successo in questo periodo proseguono, finendo settimo alla Milano-Sanremo e solo decimo alla Volta Ciclista a Catalunya, con un secondo posto di tappa. Trentunesimo alla Dwars door Vlaanderen, il 7 aprile si presenta per la prima volta in carriera ai nastri di partenza del Giro delle Fiandre: contrariamente alle fievoli premesse iniziali, il campione del mondo non sfigura affatto sul pavé belga, concludendo con un notevole ottavo posto, resistendo agli attacchi di ben più quotati specialisti e dimostrando un ottimo feeling anche con le pietre. Tuttavia nel successivo trittico delle Ardenne delude inaspettatamente le attese, lontano dai migliori all'Amstel Gold Race e undicesimo nella sua Freccia Vallone. Anche alla Liegi-Bastogne-Liegi non è competitivo, costretto al ritiro a causa di problemi fisici derivanti da una caduta in allenamento pochi giorni prima: ciò lo vede quindi impossibilitato a prendere il via di un Giro d'Italia inizialmente in programma.
Reduce da una prima parte di stagione al di sotto delle aspettative, il 20 giugno torna alle competizioni alla Route d'Occitanie: qui dimostra una ritrovata condizione vincendo l'arrivo in salita della tappa inaugurale, blindando con un secondo posto nel tappone pirenaico della terza frazione la vittoria della classifica finale del giorno successivo. Laureatosi per la terza volta in carriera campione nazionale in linea, il 6 luglio è ai nastri di partenza del Tour de France: pur partendo come gregario di Landa e Quintana, riesce comunque ad ottenere un secondo posto nella ventesima tappa e il nono finale, a 6'12" dal vincitore Egan Bernal. In previsione del Mondiale dello Yorkshire, il 24 agosto è al via della Vuelta a España come uno dei candidati alla maglia rossa: durante le tre settimane di corsa rimane sempre con i primi, aggiudicandosi sulla rampa di Mas de la Costa la settima frazione e concludendo al secondo posto nella generale, a 2'33" da Roglič. Costretto al ritiro nella prova in linea iridata del 29 settembre, disputatasi in condizioni meteorologiche avverse, prepara con le classiche italiane di fine stagione l'obiettivo Giro di Lombardia. Quinto al Giro dell'Emilia e secondo al Gran Premio Bruno Beghelli e alla Milano-Torino, si presenta al via della classica delle foglie morte tra i principali favoriti: sul traguardo di Como, dopo aver attaccato più volte senza però essere riuscito a fare la differenza, è nuovamente secondo, regolando la volata a tre dei diretti inseguitori del vincitore Mollema.

### 2020: l'anno peggiore
Alla soglia dei quarant'anni il campione spagnolo inizia la stagione al Challenge de Mallorca, cogliendo un secondo posto nel Trofeo Serra de Tramuntana e un decimo al Trofeo Pollenca-Andratx. In seguito prende parte alla Volta a la Comunitat Valenciana, conclusa in decima posizione con un secondo posto di tappa, e alla Vuelta a Murcia, dove è quattordicesimo. Non brilla neanche all'UAE Tour, dove è solo settimo sull'arrivo in salita di Jebel Hafeet e dodicesimo in classifica generale. In seguito allo stop delle competizioni causa pandemia globale, torna in gara solo a fine luglio alla Vuelta a Burgos, finendo terzo nella prima tappa ma solo quindicesimo nella generale. Non registra particolari acuti nemmeno al Critérium du Dauphiné e al Tour de France, terminati entrambi in dodicesima piazza.
Ottavo al Mondiale di Imola, staccato di quasi un minuto dal vincitore Alaphilippe, si presenta alla partenza della Vuelta a España in supporto del più giovane compagno Enric Mas. Nel corso delle tre settimane di gara fa suoi un terzo, un quarto e un quinto posto di tappa: tuttavia nelle frazioni più impegnative non regge quasi mai il passo dei migliori, classificandosi decimo assoluto, a 9'34" dal vincitore Roglič. Chiude un'insolita ma comunque deludente annata senza successi.

## Palmarès

### Strada
- 2003 (Kelme-Costa Blanca, otto vittorie)

3ª tappa Giro dei Paesi Baschi (Plentzia > Vitoria-Gasteiz)
Klasika Primavera
3ª tappa Vuelta a Aragón (Illueca > Illueca)
4ª tappa, 1ª semitappa Troféu Joaquim Agostinho (Marvila > Lourinhã)
5ª tappa Troféu Joaquim Agostinho (Torres Vedras > Torres Vedras)
Prueba Villafranca de Ordizia
9ª tappa Vuelta a España (Vielha > Port d'Envalira)
15ª tappa Vuelta a España (Valdepeñas > Sierra de La Pandera)
- 2004 (Kelme-Costa Blanca/Comunidad Valenciana-Kelme, quindici vittorie)

Trofeo Sóller
2ª tappa Volta a la Comunitat Valenciana (Jávea > Calp)
3ª tappa Volta a la Comunitat Valenciana (Calp > Port de Sagunt)
Classifica generale Volta a la Comunitat Valenciana
Classifica generale Vuelta a Murcia
1ª tappa Giro dei Paesi Baschi (Bergara > Bergara)
Klasika Primavera
3ª tappa Vuelta a Castilla y León (Carrión de los Condes > Mansilla de las Mulas)
4ª tappa Vuelta a Castilla y León (León > Alto de El Morredero)
5ª tappa Vuelta a Castilla y León (Ponferrada > Villafranca del Bierzo)
1ª tappa Vuelta a Burgos (Burgos > Poza de la Sal/Altotero)
2ª tappa Vuelta a Burgos (Lerma > Aranda de Duero)
3ª tappa Vuelta a Burgos (Areniscas de los Pinares > Lagunas de Neila)
Classifica generale Vuelta a Burgos
3ª tappa Vuelta a España (Burgos > Soria)
- 2005 (Illes Balears/Illes Balears-Caisse d'Épargne, sei vittorie)

Trofeo Manacor
Trofeo Sóller
7ª tappa Parigi-Nizza (Nizza > Nizza)
3ª tappa Giro dei Paesi Baschi (Ortuella > Vitoria-Gasteiz)
4ª tappa Giro dei Paesi Baschi (Vitoria-Gasteiz > Alsasua)
10ª tappa Tour de France (Grenoble > Courchevel)
- 2006 (Caisse d'Épargne-Illes Balears, sei vittorie)

2ª tappa Vuelta a Murcia (Alcantarilla > Alhama de Murcia)
1ª tappa Giro dei Paesi Baschi (Irun > Irun)
Freccia Vallone
Liegi-Bastogne-Liegi
4ª tappa Giro di Romandia (Sion > Sion)
7ª tappa Vuelta a España (León > Alto de El Morredero)
- 2007 (Caisse d'Épargne, cinque vittorie)

Classifica generale Volta a la Comunitat Valenciana
4ª tappa Vuelta a Murcia (Alhama de Murcia > Aledo, cronometro)
Classifica generale Vuelta a Murcia
3ª tappa Clásica de Alcobendas (Alcobendas > Alcobendas, cronometro)
4ª tappa Vuelta a Burgos (Roa > Roa, cronometro)
- 2008 (Caisse d'Épargne, dodici vittorie)

4ª tappa Vuelta a Murcia (Alhama de Murcia > Aledo, cronometro)
Classifica generale Vuelta a Murcia
Parigi-Camembert
Liegi-Bastogne-Liegi
1ª tappa Giro del Delfinato (Avignone > Privas)
3ª tappa Giro del Delfinato (Saint-Paul-en-Jarez > Saint-Paul-en-Jarez, cronometro)
Classifica generale Giro del Delfinato
Campionati spagnoli, Prova in linea
1ª tappa Tour de France (Brest > Plumelec)
6ª tappa Tour de France (Aigurande > Super-Besse)
Classica di San Sebastián
2ª tappa Vuelta a España (Granada > Jaén)
- 2009 (Caisse d'Épargne, otto vittorie)

3ª tappa Vuelta a Castilla y León (Sahagún > Estación Invernal de San Isidro)
5ª tappa Vuelta a Castilla y León (Benavente > Valladolid)
Klasika Primavera
3ª tappa Volta Ciclista a Catalunya (Roses > La Pobla de Lillet)
Classifica generale Volta Ciclista a Catalunya
Classifica generale Giro del Delfinato
Classifica generale Vuelta a Burgos
Classifica generale Vuelta a España
- 2010 (Caisse d'Épargne)

Classifica generale Tour Méditerranéen
1ª tappa Giro dei Paesi Baschi (Zierbena > Zierbena)
2ª tappa Giro dei Paesi Baschi (Zierbena > Viana)
5ª tappa Giro di Romandia (Sion > Sion)
Classifica generale Giro di Romandia
- 2012 (Movistar Team, sette vittorie)

5ª tappa Tour Down Under (McLaren Vale > Old Willunga Hill)
2ª tappa Vuelta a Andalucía (Malaga > Lucena)
Classifica generale Vuelta a Andalucía
3ª tappa Parigi-Nizza (Vierzon > Lac de Vassivière)
17ª tappa Tour de France (Bagnères-de-Luchon > Peyragudes)
3ª tappa Vuelta a España (Faustino V > Eibar/Arrate)
8ª tappa Vuelta a España (Lleida > Andorra/Collada de la Gallina)
- 2013 (Movistar Team, quattro vittorie)

Trofeo Serra de Tramuntana
Prologo Vuelta a Andalucía (San Fernando > San Fernando, cronometro)
3ª tappa Vuelta a Andalucía (Lucena > Rincón de la Victoria)
Classifica generale Vuelta a Andalucía
- 2014 (Movistar Team, undici vittorie)

Prologo Vuelta a Andalucía (Almería > Almería, cronometro)
1ª tappa Vuelta a Andalucía (Vélez-Málaga > Jaén)
2ª tappa Vuelta a Andalucía (La Guardia de Jaén > Santuario Virgen de la Sierra de Cabra)
Classifica generale Vuelta a Andalucía
Vuelta a Murcia
Roma Maxima
Gran Premio Miguel Indurain
Freccia Vallone
Campionati spagnoli, Prova a cronometro
Classica di San Sebastián
6ª tappa Vuelta a España (Benalmádena > La Zubia)
- 2015 (Movistar Team, otto vittorie)

Trofeo Serra de Tramuntana
2ª tappa Volta Ciclista a Catalunya (Mataró > Olot)
5ª tappa Volta Ciclista a Catalunya (Alp > Valls)
7ª tappa Volta Ciclista a Catalunya (Barcellona > Barcellona)
Freccia Vallone
Liegi-Bastogne-Liegi
Campionati spagnoli, Prova in linea
4ª tappa Vuelta a España (Estepona > Vejer de la Frontera)
- 2016 (Movistar Team, sette vittorie)

5ª tappa Vuelta a Andalucía (San Roque > Alto de Peñas Blancas)
Classifica generale Vuelta a Andalucía
2ª tappa Vuelta a Castilla y León (Braganza > Fermoselle)
3ª tappa Vuelta a Castilla y León (Salamanca > Alto de la Plataforma)
Classifica generale Vuelta a Castilla y León
Freccia Vallone
16ª tappa Giro d'Italia (Bressanone > Andalo)
- 2017 (Movistar Team, undici vittorie)

Vuelta a Murcia
1ª tappa Vuelta a Andalucía (Rincón de la Victoria > Granada)
Classifica generale Vuelta a Andalucía
3ª tappa Volta Ciclista a Catalunya (Mataró > La Molina)
5ª tappa Volta Ciclista a Catalunya (Valls > Lo Port/Tortosa)
7ª tappa Volta Ciclista a Catalunya (Barcellona > Barcellona)
Classifica generale Volta Ciclista a Catalunya
5ª tappa Giro dei Paesi Baschi (Bilbao > Eibar/Arrate)
Classifica generale Giro dei Paesi Baschi
Freccia Vallone
Liegi-Bastogne-Liegi
- 2018 (Movistar Team, quattordici vittorie)

2ª tappa Volta a la Comunitat Valenciana (Bétera > Albuixech)
4ª tappa Volta a la Comunitat Valenciana (Orihuela > Cocentaina/Alto de las Canteras)
Classifica generale Volta a la Comunitat Valenciana
5ª tappa Abu Dhabi Tour (Qasr Al Muwaiji > Jebel Hafeet)
Classifica generale Abu Dhabi Tour
2ª tappa Volta Ciclista a Catalunya (Mataró > Valls)
4ª tappa Volta Ciclista a Catalunya (Llanars > La Molina)
Classifica generale Volta Ciclista a Catalunya
Gran Premio Miguel Indurain
3ª tappa Route d'Occitanie (Prat-Bonrepaux > Les Monts d'Olmes)
Classifica generale Route d'Occitanie
2ª tappa Vuelta a España (Marbella > Caminito del Rey)
8ª tappa Vuelta a España (Linares > Almadén)
Campionati del mondo, Prova in linea
- 2019 (Movistar Team, cinque vittorie)

3ª tappa UAE Tour (UAE University > Jebel Hafeet)
1ª tappa Route d'Occitanie (Gignac > Saint-Geniez-d'Olt-et-d'Aubrac)
Classifica generale Route d'Occitanie
Campionati spagnoli, Prova in linea
7ª tappa Vuelta a España (Onda > Mas de la Costa)
- 2021 (Movistar Team, tre vittorie)

Gran Premio Miguel Indurain
6ª tappa Giro del Delfinato (Loriol-sur-Drôme > Le Sappey-en-Chartreuse)
3ª tappa Giro di Sicilia (Termini Imerese > Caronia)
- 2022 (Movistar Team, tre vittorie)

Trofeo Pollença-Port d'Andratx
3ª tappa Gran Camiño (Maceda > Luintra)
Classifica generale Gran Camiño

#### Altri successi
- 2002 (Kelme-Costa Blanca)

Classifica a punti Clásica de Alcobendas
- 2003 (Kelme-Costa Blanca)

Classifica generale Challenge de Mallorca
Classifica combinata Vuelta a Andalucía
Classifica a punti Giro dei Paesi Baschi
Classifica combinata Vuelta a España
Criterium Manuel Beltrán
- 2004 (Kelme-Costa Blanca/Comunidad Valenciana-Kelme)

Classifica a punti Volta a la Comunitat Valenciana
Classifica combinata Vuelta a Murcia
Classifica a punti Giro dei Paesi Baschi
Classifica a punti Vuelta a Castilla y León
Classifica combinata Vuelta a Castilla y León
Classifica a punti Vuelta a Burgos
Classifica scalatori Vuelta a Burgos
Criterium Comunidad Foral de Navarra
- 2005 (Illes Balears/Illes Balears-Caisse d'Épargne)

Classifica generale Challenge de Mallorca
Classifica giovani Parigi-Nizza
Critérium de la ACP
- 2006 (Caisse d'Épargne-Illes Balears)

Classifica a punti Giro dei Paesi Baschi
Classifica a punti Giro di Romandia
Classifica generale UCI ProTour
Amstel Curaçao Race
Criterium Ciudad de Murcia
Criterium Manuel Beltrán
- 2007 (Caisse d'Épargne)

Classifica combinata Volta a la Comunitat Valenciana
Classifica a punti Critérium International
Classifica a punti Vuelta a Burgos
Criterium Ciudad de Murcia
- 2008 (Caisse d'Épargne)

Classifica a punti Giro del Delfinato
Classifica combinata Giro del Delfinato
Classifica generale UCI ProTour
Criterium Comunidad Foral de Navarra
Dernycriterium Marquette-lez-Lille
Criterium Ciutat de l'Hospitalet
1ª prova Criterium Villa de Herencia
- 2009 (Caisse d'Épargne)

Classifica a punti Vuelta a Castilla y León
Classifica scalatori Vuelta a Castilla y León
Classifica combinata Vuelta a Castilla y León
Classifica a punti Vuelta a Burgos
Classifica combinata Vuelta a España
Criterium Ciudad de Alcobendas
Criterium Dunas de Corralejo
- 2010 (Caisse d'Épargne)

Classifica scalatori Tour Méditerranéen
Classifica a punti Giro dei Paesi Baschi
- 2012 (Movistar Team)

Classifica a punti Vuelta a Andalucía
Classifica combinata Vuelta a Andalucía
Draai van de Kaai
1ª tappa Vuelta a España (Pamplona > Pamplona, cronosquadre)
Classifica a punti Vuelta a España
Classifica combinata Vuelta a España
- 2013 (Movistar Team)

Classifica a punti Vuelta a Andalucía
Classifica a punti Vuelta a España
- 2014 (Movistar Team)

Classifica a punti Vuelta a Andalucía
Classifica combinata Vuelta a Andalucía
1ª tappa Vuelta a España (Jerez de la Frontera > Jerez de la Frontera, cronosquadre)
Classifica generale UCI World Tour
- 2015 (Movistar Team)

Classifica a punti Vuelta a España
Classifica generale UCI World Tour
Classifica generale UCI World Ranking
- 2016 (Movistar Team)

Classifica combinata Vuelta a Andalucía
Classifica a punti Vuelta a Castilla y León
Classifica combinata Vuelta a Castilla y León
- 2017 (Movistar Team)

Classifica a punti Vuelta a Andalucía
Classifica combinata Vuelta a Andalucía
Classifica scalatori Volta Ciclista a Catalunya
Classifica a punti Giro dei Paesi Baschi
- 2018 (Movistar Team)

Classifica scalatori Volta Ciclista a Catalunya
Classifica a punti Route d'Occitanie
Classifica a punti Vuelta a España
Saitama Criterium
Classifica generale UCI World Ranking
- 2019 (Movistar Team)

Classifica combinata Volta a la Comunitat Valenciana
Classifica generale Coppa di Spagna
- 2022 (Movistar Team)

Classifica a punti Gran Camiño
Classifica generale Trittico Lombardo

### Gravel
- 2023 (Movistar Team, due vittorie)

La Indomable (Berja)
Hutchinson Ranxo Gravel (Ponts)
- 2024 (Movistar Team, due vittorie)

La Indomable (Berja)
Castellón Gravel Race (Lucena del Cid)
- 2025 (Movistar Team, una vittoria)

Castellón Gravel Race (Lucena del Cid)

## Piazzamenti

### Grandi Giri
- Giro d'Italia

2016: 3º
2022: 11º
- Tour de France

2005: ritirato (13ª tappa)
2006: ritirato (3ª tappa)
2007: 5º
2008: 8º
2012: 20º
2013: 8º
2014: 4º
2015: 3º
2016: 6º
2017: ritirato (1ª tappa)
2018: 14º
2019: 9º
2020: 12º
2021: 24º
- Vuelta a España

2002: ritirato (15ª tappa)
2003: 3º
2004: 4º
2006: 2º
2008: 5º
2009: vincitore
2012: 2º
2013: 3º
2014: 3º
2015: 7º
2016: 12º
2018: 5º
2019: 2º
2020: 10º
2021: ritirato (7ª tappa)
2022: 12º

### Classiche monumento
- Milano-Sanremo

2002: 130º
2003: 54º
2005: 33º
2006: 24º
2015: 20º
2016: 15º
2019: 7º
- Giro delle Fiandre

2019: 8º
- Liegi-Bastogne-Liegi

2005: 33º
2006: vincitore
2007: 2º
2008: vincitore
2009: 19º
2010: 3º revocato
2012: squalificato
2013: 3º
2014: 2º
2015: vincitore
2016: 16º
2017: vincitore
2018: 13º
2019: ritirato
2021: 4º
2022: 7º
- Giro di Lombardia

2003: 39º
2005: 12º
2006: ritirato
2013: 2º
2014: 2º
2015: 4º
2016: 6º
2018: 11º
2019: 2º
2021: 5º
2022: 6º

### Competizioni mondiali
- Campionati del mondo

San Sebastian 1997 - In linea Junior: 96º
Plouay 2000 - In linea Under-23: 41º
Hamilton 2003 - In linea Elite: 2º
Verona 2004 - In linea Elite: 6º
Madrid 2005 - In linea Elite: 2º
Salisburgo 2006 - In linea Elite: 3º
Stoccarda 2007 - In linea Elite: 57º
Varese 2008 - In linea Elite: 37º
Mendrisio 2009 - In linea Elite: 9º
Limburgo 2012 - In linea Elite: 3º
Toscana 2013 - In linea Elite: 3º
Ponferrada 2014 - In linea Elite: 3º
Richmond 2015 - In linea Elite: 5º
Innsbruck 2018 - In linea Elite: vincitore
Yorkshire 2019 - In linea Elite: ritirato
Imola 2020 - In linea Elite: 8º
- Giochi olimpici

Atene 2004 - In linea: 47º
Pechino 2008 - In linea: 12º
Londra 2012 - In linea: 18º
Rio de Janeiro 2016 - In linea: 30º
Tokyo 2020 - In linea: 42º
- Campionati del mondo gravel

Veneto 2023 - Elite: 4º
- UCI ProTour/Calendario mondiale UCI/UCI World Tour/UCI World Ranking

UCI ProTour 2005: 22º
UCI ProTour 2006: vincitore
UCI ProTour 2007: 4º
UCI ProTour 2008: vincitore
Calendario mondiale UCI 2009: 2º
Calendario mondiale UCI 2010: non classificato
UCI World Tour 2012: 5º
UCI World Tour 2013: 3º
UCI World Tour 2014: vincitore
UCI World Tour 2015: vincitore
UCI World Ranking 2015: vincitore
UCI World Tour 2016: 4º
UCI World Ranking 2016: 5º
UCI World Tour 2017: 7º
UCI World Ranking 2017: 7º
UCI World Tour 2018: 3º
UCI World Ranking 2018: vincitore
UCI World Ranking 2019: 5º
UCI World Ranking 2020: 53º
UCI World Ranking 2021: 11º
UCI World Ranking 2022: 10º

### Competizioni europee
Campionati europei
Apremont 2001 - Cronometro Under-23: 23º
Apremont 2001 - In linea Under-23: 23º

## Riconoscimenti
- Gala del Deporte della regione di Murcia

Miglior atleta nel 2003, 2005, 2006, 2009, 2013, 2014, 2016 e 2018
Migliore gesta sportiva nel 2012 e 2015
- Trofeo Pedro González nel 2009[236]
- Premio Bicihuerta nel 2010[237]
- Premio COPE del deporte nel 2012[238] e 2017[239]
- Premio AS del deporte del quotidiano Diario AS nel 2012[240]
- Premio AEPD dell'Asociación Española de la Prensa Deportiva nel 2012,[241] 2014,[242] 2015,[243] 2017[244] e 2018[245]
- Premio BIBE nel 2014[246]
- Premio Franco Ballerini nel 2015[247]
- Premio Palomas del Turismo nel 2017[248]
- Premio DEX nel 2017[249]
- Vélo d'Or della rivista Vélo Magazine nel 2018[203]
- Premio María de Villota nel 2018[250]
- Premio Rey Felipe nel 2021[251]
- Inserito nella Top 25 della Cycling Hall of Fame[252]